# Joost van den Vondel
Joost van den Vondel (Keulen, 17 november 1587 – Amsterdam, 5 februari 1679) was een Nederlands dichter en toneelschrijver, die algemeen gezien wordt als de grootste schrijver en dichter uit de Nederlandse taal. Hij werd geboren in Keulen en woonde het grootste deel van zijn leven in Amsterdam. Vondels oeuvre bestaat onder meer uit 33 oorspronkelijke en vertaalde treurspelen, uit leer-, lof- en hekeldichten, en uit vertalingen van klassieke schrijvers. Het Amsterdamse Vondelpark werd naar hem genoemd na de onthulling in 1867 van het Vondelmonument. Zijn bijnamen zijn 'de Keulse zwaan' en 'de prins der dichters'.
Vondel groeide tot zijn zevende in Keulen op in een doopsgezind gezin afkomstig uit Antwerpen, dat daarna via Utrecht in de Amsterdamse Warmoesstraat terechtkwam toen hij negen was. Zijn kennis verwierf Vondel door zelfstudie en vanaf omstreeks 1620 ook door zijn omgang met geleerden als Vossius, Barlaeus en anderen uit de kring rond P.C. Hooft. Geschokt door de terechtstelling van Oldenbarnevelt begon hij vanaf 1625 hekeldichten tegen de contraremonstranten te publiceren, maar werd in het volgende decennium milder door de invloed van Hugo de Groot en door het overlijden van zijn echtgenote, zijn moeder en diverse kinderen. Een geloofscrisis, ontsproten uit Vondels behoefte aan een leerstellig gezag dat de doopsgezinden ontbeerden, werd in of kort na 1641 afgerond met zijn overgang tot de Rooms-Katholieke Kerk, waarna hij niet langer welkom was bij P.C. Hooft op het Muiderslot. Gedurende deze periode ontwikkelde hij zich sterk als tragedieschrijver. Hij raakte in conflict met zijn zoon Joost jr., met als gevolg het einde van zijn zaak, zodat hij in 1658 een betrekking bij de Bank van Lening moest accepteren. In het buitenland vond zijn zoon de dood, welk leed Vondel verwerkte met een nieuwe fase van scheppingsdrang. Vriendschap van een jongere generatie monterde zijn laatste jaren op.
Vondels belangrijkste werken beslaan diverse genres. Zijn bekendste gelegenheidsgedichten zijn Lof der zeevaert uit 1623, de Geboortklock van Willem van Nassau uit 1626 en de Inwydinge van 't stadhuis t' Amsterdam uit 1655; de belangrijkste treurspelen zijn Gijsbrecht van Aemstel uit 1637, Lucifer uit 1654, Jeptha uit 1659 en Adam in ballingschap uit 1664; de voornaamste leerdichten dateren van na zijn geloofscrisis uit omstreeks 1640 en betreffen onder meer Altaergeheimenissen uit 1645, over de eucharistie, de theodicee Bespiegelingen van Godt en Godtsdienst uit 1662 en De Heerlyckheit der Kercke uit 1663, over aard en historie van de Kerk; de bekendste van zijn hekeldichten dateren uit 1630: Roskam tegen corrupte regenten en Harpoen tegen de opvatting van calvinisten dat hun gezag ook buiten het terrein van de kerk zou gelden. In de jaren 1630 mislukte zijn epos Constantinade, maar zijn geestelijk epos Joannes de Boetgezant uit 1662 over Johannes de Doper kende tot in de achttiende eeuw navolging. Behalve de Psalmen vertaalde Vondel Sophocles, Horatius, Vergilius, en Ovidius, de laatste zowel in proza als op rijm. Ten slotte schreef hij vele kortere gedichten, waaronder sonnetten en epigrammen; onder meer 'Kinder-lyck' over het overlijden van zijn zoontje Constantijn is beroemd geworden. Ondanks deze omvang en variatie zijn letterkundigen het er al sinds de negentiende eeuw over eens dat Lucifer het hoogtepunt van dit oeuvre is.

## Levensloop

### Jeugd
Joost van den Vondel werd op 17 november 1587 in Keulen geboren in het 'Haus zur Viole' aan de Grosse Witschgasse als de oudste van zeven kinderen van Joost van den Vondel en Sara Craen. Zijn grootvader van moederszijde, de Antwerpenaar Peter Kranen, stond als dichter in achting onder de Brabantse dichters. Hooft placht tegen Vondel te zeggen: 'dat gy een Rymer zyt, hebt gy van uwen grootvader Kranen.'
Vondels doopsgezinde ouders waren in 1582 de stad Antwerpen ontvlucht. Waarschijnlijk leverde hun godsdienstige overtuiging ook in Keulen problemen op, want het gezin vertrok in 1595 naar Utrecht, waar Vondel naar school ging.
In maart 1597 vestigden zij zich in de Warmoesstraat 39 te Amsterdam, waar Vondel sr. koopman een winkel in zijde, voornamelijk kousen, bestierde, de Rechtvaerdige Trou genaamd. De naar Amsterdam uitgeweken Brabanders leefden vooral in en om de Warmoesstraat als een clan tussen de Hollanders.

Executie van Van Oldenbarnevelt in het toneelstuk Palamedes

In 1606 werd Vondel als doopsgezinde gedoopt.
In 1608 overleed Vondels vader, waarna zijn moeder Sara de kousenzaak 'De Reghtvaerdige Trou' alleen voortzette. Vondel werd deelgenoot van de kousenzaak bij zijn huwelijk in 1610 met Mayke de Wolff (Keulen, 1586 – Amsterdam, 15 februari 1635), de zus van Vondels zwager, en nam dus de kousenhandel van zijn moeder over. In 1612 werd hun zoon Joost geboren. In 1613 droeg Sara de zaak aan haar zoon over en zelf ging ze in 1615 inwonen bij haar dochter Clementia, die net weduwe was geworden. Waarschijnlijk werd ze toen ook deelgenote in de zijdehandel van haar dochter, 'De vergulde wolf'. Deze handelwijze doet Vondelbiograaf J. Melles vermoeden dat Sara haar zaak wellicht aan Vondel had overgedaan, omdat de twee niet met elkaar konden opschieten; Vondelkenner W.A.P. Smit suggereert dat het ook kan liggen aan de verhouding tussen Sara en haar schoondochter.
Rond 1620 werd dochter Anna geboren en daarna Sara. In mei 1618 begroef Vondel bovendien een kind over wie verder geen gegevens voorhanden zijn. Vondel heeft mogelijk nog meer kinderen gehad, maar hierover is niets bekend. Vondel trad in deze periode toe tot een meer rekkelijke Doopsgezinde richting, de 'Waterlanders', waar hij van 1616 tot 1620 diaken was. Hij schreef in deze periode een aantal kerkliederen en stichtelijke liederen.
Vondel werd lid van de Brabantse rederijkerskamer "Het Wit Lavendel". Het Frans beheerste hij al. In 1613 begon hij ook Latijn te leren, om Seneca te kunnen lezen. Omstreeks 1619 vond hij aansluiting bij de geleerden Burgh, Heinsius en Van der Mijle, met wie hij de klassieken bestudeerde.
In de jaren rond 1620 moet hij aan een depressie hebben geleden, getuige het Gebedt over mijn geduerige quynende Sieckte uit 1621, een van zijn schaarse autobiografische werken. Deze aandoening noopte hem te stoppen als diaken van de doopsgezinden.
Na het optrekken van de depressie begon een nieuwe fase, gemarkeerd door het lofdicht Lof der Zeevaert uit 1623. Ook bewoog hij zich in een nieuw milieu, dat van de libertijns-humanistische kring rondom Hooft. Politieke interesse en humanistisch gedachtegoed ging de boventoon voeren over de eerdere vroomheid van menistische aard.
Vondels staatkundige opvattingen kwamen in 1625 krachtig tot uiting, toen hij zijn treurspel Palamedes oft vermoorde onnooselheit uitgaf, waarmee Vondel onder de dunne vermomming van een Griekse fabel het lot van Oldenbarnevelt aanklaagt: de contraremonstranten verdrukken de godsdienst en Maurits het recht. Vondels staatkundige opvattingen komen erop neer dat hij zich keert tegen elke vorm van dwingelandij; zijn eigen ideaal is 'een zo passief mogelijk gezag in Oldenbarnevelts geest', dat wil zeggen een gezag dat zich niet alleen maar passief opstelde inzake de burgerlijke vrijheid, vooral op godsdienstig terrein, maar het zelfs als haar taak beschouwde die vrijheid tegen aanranders te beschermen.
Vondel moest Amsterdam vanwege de negatieve reacties op het stuk ontvluchten. Hij verbleef enige tijd in Beverwijk, maar moest toch vanwege het werk terechtstaan voor de schepenbank. De regering in Amsterdam wilde hem niet voor het Hof van Holland leiden. De voor die tijd forse boete van 300 gulden is mogelijk door schepen Albert Coenraads Burgh betaald, die Vondel het idee van zijn toneelstuk aan de hand had gedaan. Na de voltooiing van dit drama zou Vondel opnieuw aan zwaarmoedigheid ten prooi zijn gevallen, in de woorden van Brandt 'een bange droefheit zonder reden, en mijmering die hem tot alles onbequaam maakte'. Opnieuw duurde de inzinking niet lang: tussen 1625 en 1632 leverde Vondel alleen al zo'n dertig hekeldichten af.
Vondels religieuze overtuiging uit deze periode kwam naar voren in het hekeldicht Harpoen uit 1630: eerlijkheid en menselijkheid waren nu voor Vondel het eerste criterium van godsdienstigheid en niet langer bestreed hij tegenstanders op bovennatuurlijke gronden, maar uit naam van de humaniteit.
In de persoonlijke sfeer volgden hierna voor Vondel een aantal zeer zware jaren. In 1628 overleed zijn broer Willem, in 1630 ook zijn zus Sara.

### Dood van kinderen en echtgenote (jaren 1630)
In 1632 of 1633 overleed Vondels pasgeboren zoontje Constantijn. In 1633 overleed ook zijn dochter Sarah, slechts acht jaar oud. In totaal zijn drie van Vondels in totaal vijf (bekende) kinderen jong overleden. Voor zijn jong gestorven kinderen schreef hij de klaagzangen 'Kinder-lyck' (1632) en 'Uitvaert van mijn Dochterken' (1633). De dood van zijn vrouw begin 1635 was voor Vondel een volgende zware slag. In mei 1637 overleed ten slotte zijn moeder.
Het is onduidelijk van welke aard de spanningen tussen Vondel en zijn moeder waren, maar dat die er inderdaad waren staat volgens Smit buiten kijf. Vondel zocht tijdens de Palamedes-affaire zijn toevlucht bij haar en zijn zus, maar kon het er niet uithouden. Ook lijkt de testamentaire beschikking van Sara inderdaad tegen haar zoon gericht, omdat zij daarin diens boekhouding wraakt. Het is onduidelijk wat de reden van de verwijdering was: Smit suggereert dat de geloofstegenstelling tussen moeder en zoon een rol kan hebben gespeeld, alsmede de verhouding met haar schoondochter.
Rond 1636 stond het er met de financiën van de winkel in de Warmoesstraat niet goed voor en Vondels zuster Clementia, die het beter verging, hielp enkele malen om de liquiditeit van de zaak te herstellen. Van 1635 tot 1653 was Vondel ingeschreven bij de Amsterdamse wisselbank; de bewaard gebleven stukken leiden Melles tot de conclusie dat Vondel na het overlijden van zijn vrouw zijn geluk op de beurs heeft beproefd, met ongunstige resultaten.

### Overgang naar het katholicisme (1635-1641)
Vondel was opgevoed in de doopsgezinde leer der Vlamingen, strikt wereldmijdende menisten die ook de toneelkunst afwezen. Het contact met humanistische vrienden zette bij Vondel, aldus Knuvelder, rond 1630 een ontwikkeling in vrijzinnige, zelfs libertijnse richting in gang. Vondel zag hoe het doopsgezinde uitgangspunt dat de Bijbel zonder enige verklaring in formulieren of leerregels voldoende zou zijn, aanleiding gaf tot twisten en hij erkende dat God naast de Schrift ook een leergezag gegeven moet hebben. Deze erkenning dateert Knuvelder na 1635, wanneer Vondels vrouw is overleden, de invloed van Hugo de Groot zich laat gelden en de Gysbreght tot stand komt, waarin katholieke elementen aan te wijzen zijn.
Vondels scherpe geest, aldus Smit, doorzag de 'lacunes en inconsequenties' van de doopsgezinde lekentheologie, maar trof in de katholieke leer 'alle vastheid en logica (...) die hij bij zijn geloofsgenoten pijnlijk moet hebben gemist.'
Volgens Smit overdrijven katholieke onderzoekers de aard van Vondels overstap wanneer zij die voorstellen als een breuk met zijn oude geloofsrichting, die hem pas in staat stelde om literaire meesterwerken te scheppen. Daarentegen meent Smit dat de doopsgezinde overtuiging levenslang de kern van Vondels geloofshouding bleef vormen en is veel van wat bij hem voor Rooms wordt aangezien in de grond 'zuiver Dopers.' Zelfs stelt Smit dat Vondel 'Rooms werd, omdat hij in de Katholieke kerk (...) de zuiverste vervulling zag van zijn Mennisten-ideaal', waarmee zijn bekering voor zijn literaire arbeid slechts als 'een bijkomstigheid' moet worden beschouwd. De Waterlandse grondbeginselen bleven voor hem 'onaangetaste waarheden':
Hij bleef een voorstander van de zedelijke vrijheid en dus een vijand der predestinatie; hij bleef de nederigheid der Imitatio als de grootste christendeugd zien en de hoogmoed als haar duivels tegenbeeld.
De volstrekte vrijheid op Bijbelse grondslag leidt bij Vondel tot de doperse tragiek om te bezwijken voor de drang naar gezag, al blijft hij Waterlands afkerig van mijding en inquisitiemethoden. Smit geeft drie redenen voor Vondels verwijdering van de gemeente: de invloed van het socinianisme onder de Waterlanders, Vondels omgang met Hugo de Groot en met allerlei slag – zowel leken als geestelijken – Amsterdamse Roomsen.
Zo zien we Vondel vóór zijn overgang: in wezen zuiver Doopsgezind, maar om bijkomende redenen van de gemeente vervreemd; afwijzend tegenover de staatskerk; vol afschuw voor de doorwerking van het Socianisme; geestdriftig over Grotius' denkbeeld van kerkelijke vrede; vol bewondering voor de theologie der Roomsen, ook al kan hij die voorlopig niet in haar geheel aanvaarden. De transsubstantiatieleer is daarbij het grote punt.
Traditioneel wordt het jaar 1641 aangehouden als het jaar van Vondels bekering naar het rooms-katholieke geloof, al is dit niet geheel zeker: Molkenboer houdt het op 1639, maar de meeste latere onderzoekers zijn niet overtuigd en achten met Smit het jaar 1641 of 1642 waarschijnlijker. Omdat de bekering voor Smit geen keerpunt is, acht hij de precieze datum dan ook bijzaak.
Zo wordt Vondel uit volle overtuiging Rooms zonder in wezen anders te zijn geworden. En ook verder blijft hij Doopsgezind in zijn houding, die nooit terugschrikt voor het offer en het martelaarschap; in zijn steeds consequenter zoeken naar vrede; in zijn verdediging-als-leek van zijn nieuwe leer (hoewel nu op gezag van anderen); in zijn liefde voor de Bijbel, die altijd zijn voornaamste bron en bewijsplaats blijft[.]
Deze stap werd hem niet in dank afgenomen in de Republiek, waar calvinistische predikanten veel invloed hadden. Hij maakte veel nieuwe kennissen, terwijl de meeste van zijn oude vrienden hem niet afvielen vanwege zijn keuze. Wel kostte zijn religieuze stap Vondel de vriendschap met Hooft, die alle banden verbrak; dit trof Vondel pijnlijk en hij deed een vergeefse poging de vriendschap te herstellen. Het was voor Vondel een voordeel dat de schouwburg in Amsterdam vooral een katholieke aangelegenheid was: schouwburgbestuurders Jan Vos (dichter) en Claes Cornelisz. Moeyaert (schilder) waren katholiek.

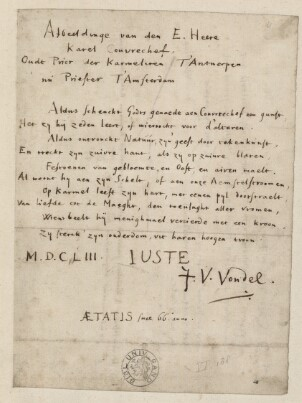
Origineel manuscript van gelegenheidsgedichten geschreven door Joost van den Vondel, meest aangeboden aan Karel Couvrechef. Opgesteld in de 17e eeuw.

### Voltijds dichter (1643-1651)
In 1643 droeg Vondel de zijdehandel over aan zijn dertigjarige zoon Joost, die net was getrouwd met Aeltge Adriaens van Bancken. Een jaar later werd hun zoon Adriaen geboren.
Nu Vondel deze verantwoordelijkheid kwijt was legde hij zich weer meer op het dichten toe en schreef met name gelegenheidsgedichten, bijvoorbeeld voor bruiloften. De jaren daarna kwamen er twee dichtbundels van Vondel uit. Ter gelegenheid van zijn zestigste verjaardag schreef hij een van zijn weinige gedichten die over hemzelf gingen.

### Problemen met zoon Joost jr. (1651-1659)
Joost junior en diens echtgenote trokken bij Vondel in de zaak, die van nr. 39 naar nr. 110 in de Warmoesstraat verhuisde. Dit ging echter niet lang goed. Zoon Joost werd in 1648 weduwnaar en hertrouwde met Baerte Hooft, een spilzieke vrouw met wie Vondel en dochter Anna niet goed overweg konden. In 1651 wees Vondels dochter Anna haar vader aan als haar enige erfgenaam en in 1652 lieten Vondel en Anna het huis in de Warmoesstraat en dus ook de zaak geheel aan Joost junior over. De zaak ging hierna snel achteruit, wat volgens Melles niet alleen voor rekening komt van de onbekwaamheid van Joost, maar ook door de politieke toestand: de Engelse Scheepvaartwetten en de Eerste Engels-Nederlandse Oorlog droegen ertoe bij dat de zaak in moeilijkheden kwam.

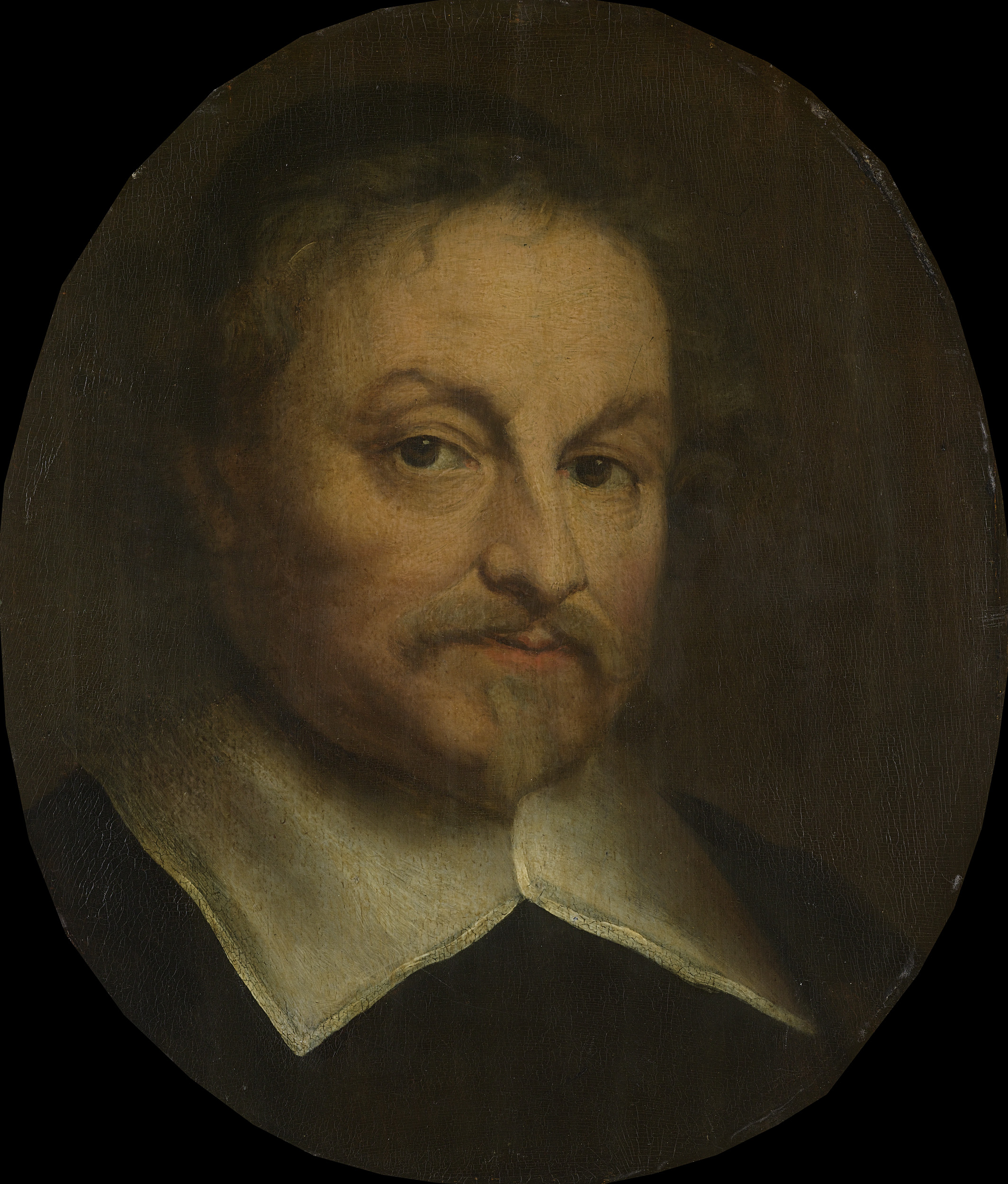
Vondels portret. Tot begin 21e eeuw werd gedacht dat het in 1653 door Govert Flinck geschilderd was, het jaar waarin Vondel Lucifer schreef en dat doorgaat als het hoogtepunt van zijn oeuvre. Jaarringenonderzoek wees echter uit dat het hout waarop het geschilderd is niet uit dat jaar kan stammen, evenmin is het van Flinck.

Niet veel later ging de zaak failliet, waarna Joost jr. zich op 5 december 1654 als makelaar liet inschrijven. Maar nu was het de spoedig beginnende strijd aan de Sont – die in 1658 zou uitmonden in de Slag om de Sont – die de handel deed afnemen. Vader en zoon Vondel probeerden met niet altijd moreel zuivere middelen en praktijken te redden wat ze konden. Op 18 september 1656 droeg Joost jr. alle schulden aan zijn vader over en twee maanden later schreef hij zich in in het Register van Curatele ter Desolate Boedelskamer. Melles vermoedt dat de schuldeisers erin geslaagd zijn vader en zoon formeel nog steeds als compagnons aan te merken, zodat er sprake was van gedwongen schuldovername door Vondel en hij ook aansprakelijk werd voor de makelaarsschulden van Joost jr.
Vondels zoon behandelde zijn vrouw slecht. Hij noemde haar in het bijzijn van anderen 'hoer', mishandelde haar met elk voorwerp dat in de buurt was en eenmaal probeerde hij haar te wurgen. Zij overleefde dit ternauwernood door tegen het bed te slaan en zodoende huispersoneel te alarmeren, dat haar ontzette.
In 1656 verliet Baerte Joost jr. en trok in bij haar neef. Toen Joost jr. deze neef toevallig tegenkwam bij een wijnhandelaar, ging hij hem te lijf. Twee jaar later probeerden vrienden van Vondel Joost jr. ertoe te bewegen naar Indië te gaan. Vondel verzocht de burgemeesters om zijn zoon gedwongen naar Indië te sturen. Aangezien dit verzoek werd ingewilligd moet er iets ernstigs gebeurd zijn, maar hierover zijn geen verdere gegevens voorhanden. Vondels biograaf Brandt had het in ieder geval over een 'opvallend vaaggehouden relaas'. Tijdens de reis overleed Joost jr. en kreeg hij een zeemansgraf.
Omdat zijn zoon Joost in moeilijkheden was gekomen, reisde Vondel in 1657 (zoals eerder in 1627) naar Denemarken om schulden in te vorderen.

### Suppoost bij de bank van Lening (1659-1668)
Een jaar later hielp de gemeente Amsterdam hem uit de brand; hij kreeg een aanstelling als suppoost (boekhouder) bij de Stadsbank van Lening, een zogenaamde sinecure. Vondel hield het beleenregister bij en moest volgens Melles 'het volgnummer, de leensom en een aanduiding van de panden' noteren. Als zogeheten 'boekhouder van de beleningen' ontving hij het vrij hoge salaris van fl.650,- per jaar, dit vanwege 'de vereiste integriteit en de zware waarborgsom'. In 1668 werd de 81-jarige op eigen verzoek emeritaat met behoud van wedde verleend.
Vondel woonde in deze tijd op het Singel, niet ver van de Torensluis. Zijn zoon Joost overleed in 1660 op 47-jarige leeftijd op de heenreis naar Indië, voor Kaap de Goede Hoop. In deze zelfde tijd voltooide Vondel meerdere van zijn grote werken, mogelijk ook om zijn verdriet te verdringen.

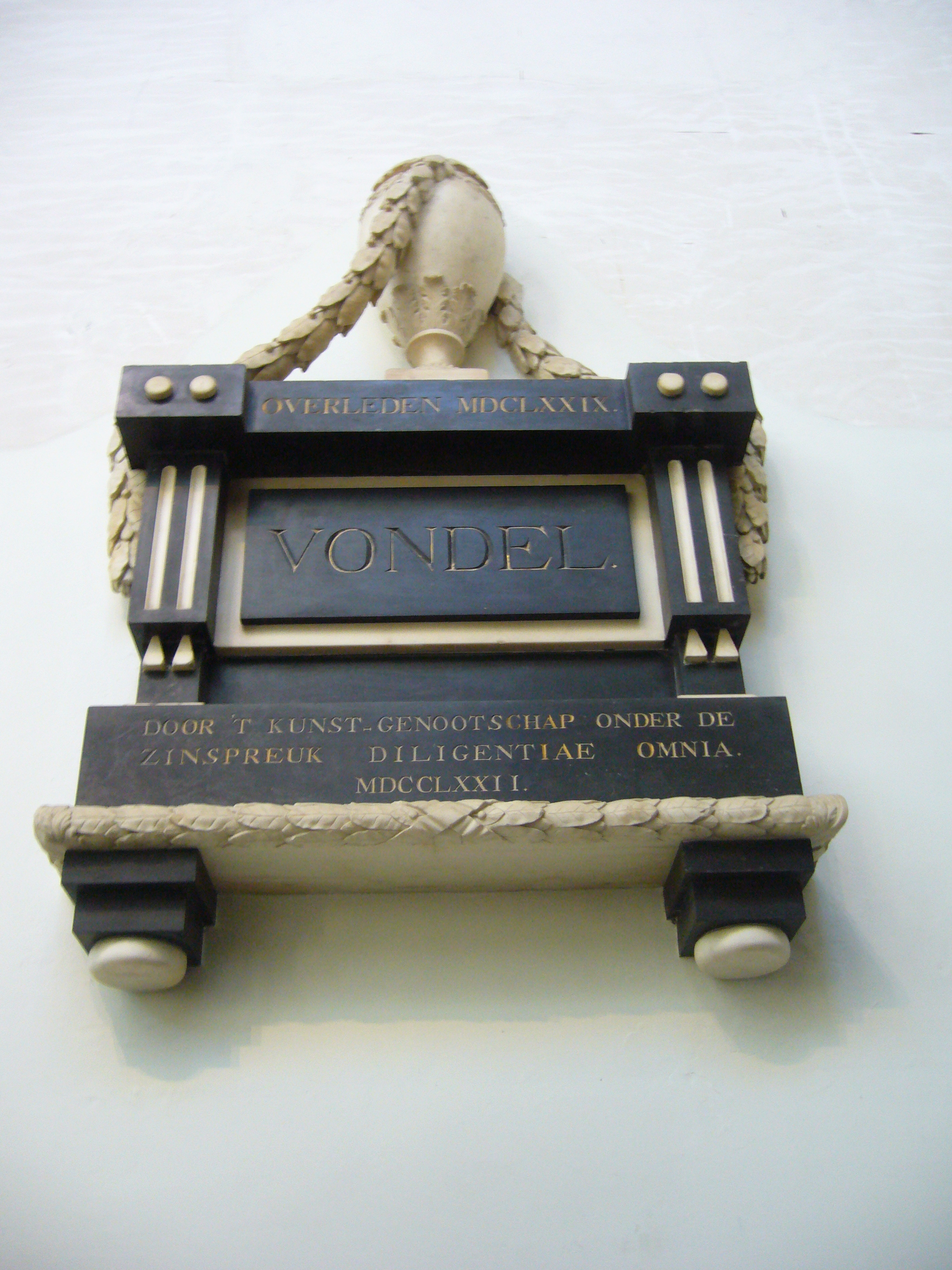
Grafmonument uit 1772

### Laatste levensjaren (1675-1679)
Om de schuldeisers te ontlopen werd het resterende familiebezit op naam van Anna gezet. Op haar sterfbed tekende zij op 16 juli 1675 haar testament en vermaakte haar hele bezit aan haar vader en een huisvriend, op voorwaarde dat Vondel zijn leven lang de volle nalatenschap zou genieten. Zo werd Vondels oude dag veiliggesteld, waarvoor hij in ruil afstand deed van het hem legitiem toekomende aandeel, zodat de crediteuren geen kans hadden de schuld op de erfenis te verhalen. Waarom Justus, de zoon van Joost jr. en een armlastige schoenlappersknecht, zodoende werd onterfd is niet bekend. Over hem is weinig meer bekend dan dat Vondel in 1677 de burgemeesters verzocht Justus in aanmerking te laten komen voor een stadsbediening, hetgeen werd geweigerd. Gedurende de laatste dagen van Vondels leven woonden zijn enige overgebleven kleinzoon en diens vrouw bij hem in. Vondel overleed uiteindelijk op 91-jarige leeftijd, wat in die tijd uitzonderlijk oud was. Hij had toen al zijn kinderen en kleinkinderen overleefd, op één kleinzoon na. Als zijn laatste werk dichtte hij spottend zijn grafschrift:
Hier leit Vondel zonder rouw,
Hy is gestorven van de kouw
Vondel werd begraven in de Nieuwe Kerk. Ter gelegenheid van zijn begrafenis werd een speciale munt geslagen met de tekst:  's Lands oudste en grootste poëet.
In 1698 werd het graf geruimd. Maar toen het in 1870 op verzoek van Joseph Alberdingk Thijm werd geopend, werd een kistje gevonden waarin het gebeente van de dichter werd vermoed. Pierre Cuypers maakte een kapelvormige houten schrijn, waarin het gebeente werd teruggelegd in het graf. Maar bij de restauratie van de Nieuwe Kerk in 1961 is het vermoedelijk, met honderden andere vooraanstaande doden, zonder plichtplegingen overgebracht naar de Oosterbegraafplaats, en daar in een knekelkuil gegooid.

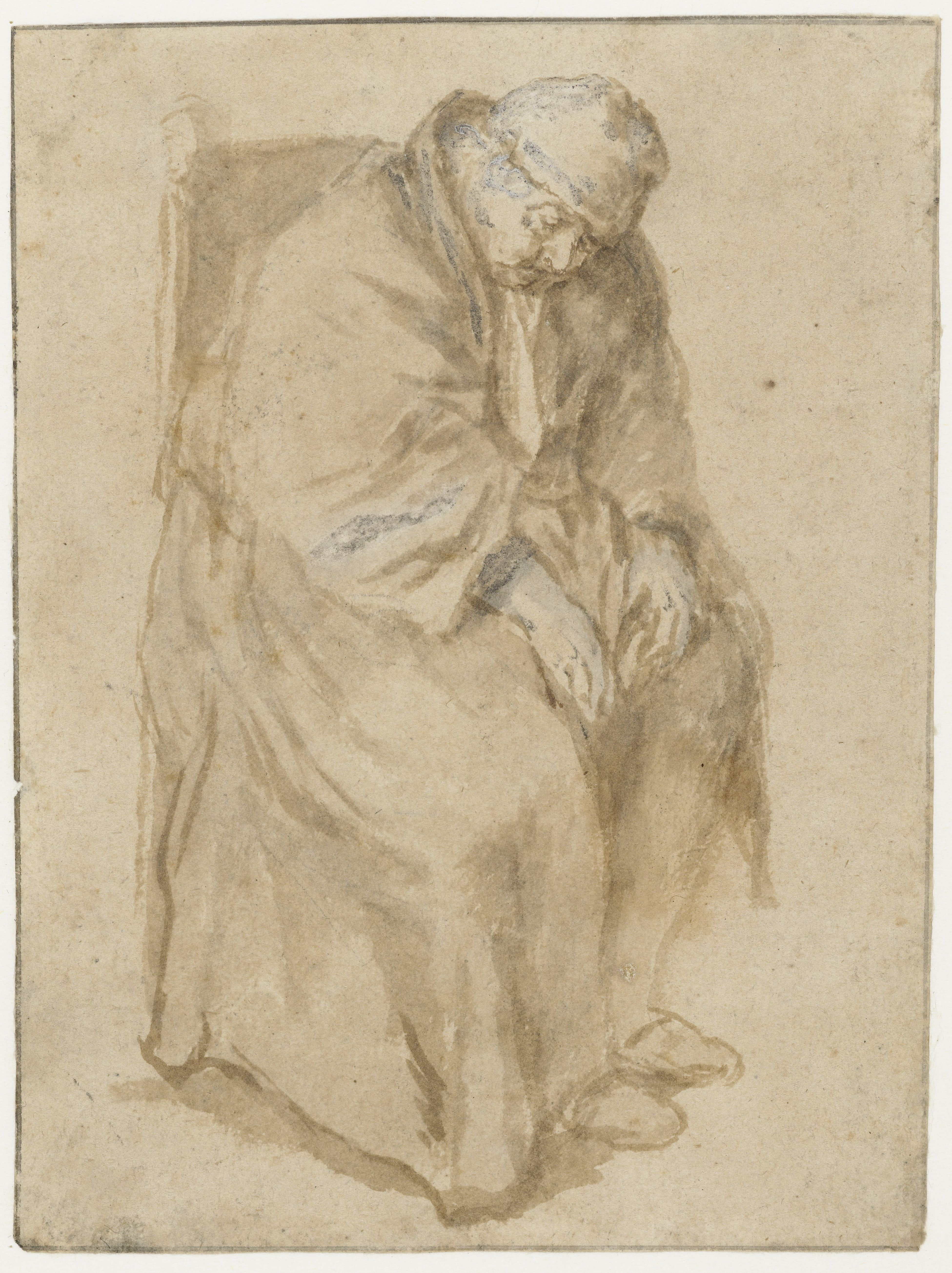
Joost van den Vondel op 91-jarige leeftijd, door Philips Koninck.

## Nagedachtenis

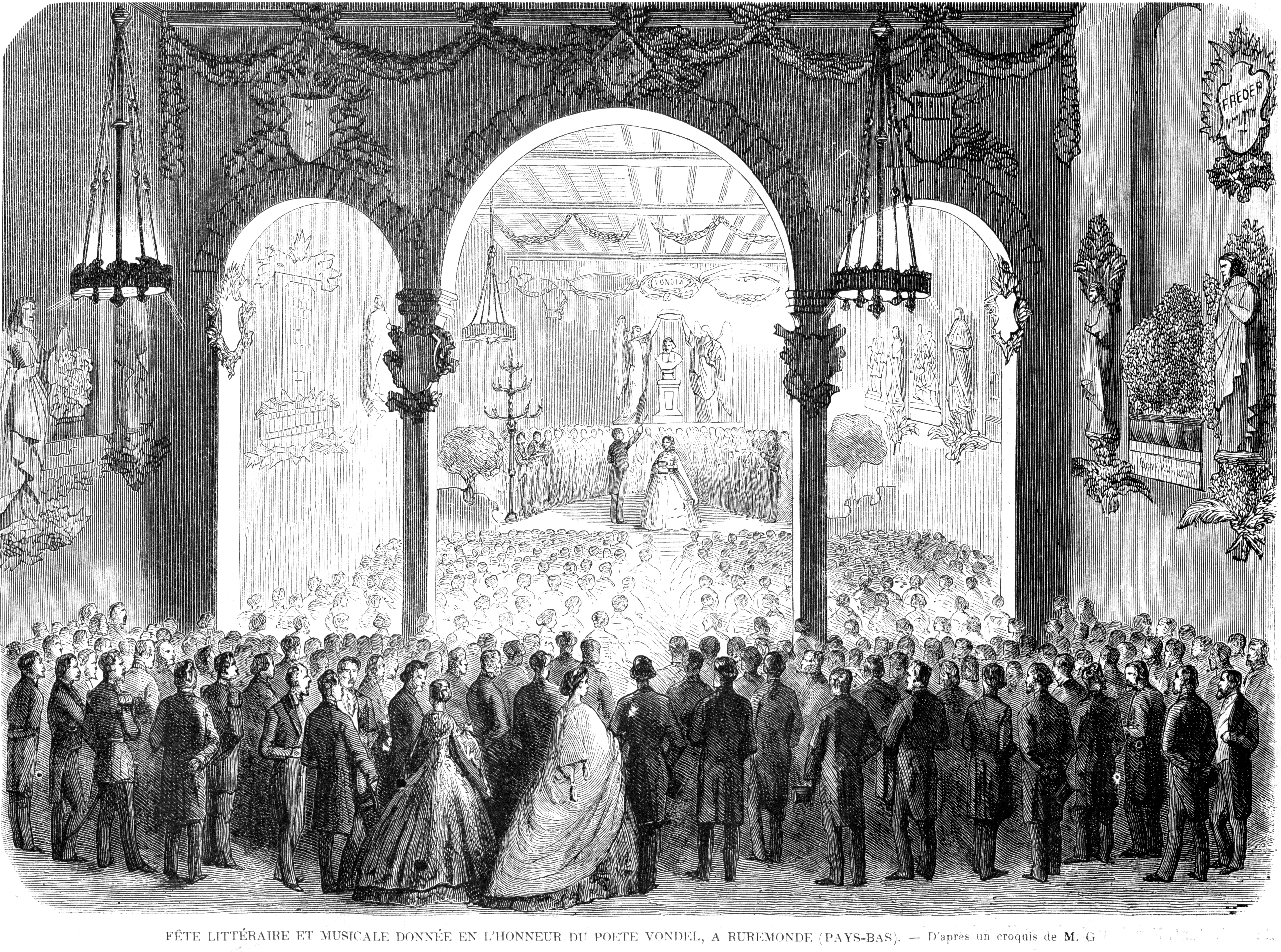
L'Illustration, 1862, gravure:"Fête littéraire et musicale donnée en l'honneur du poète Vondel à Ruremonde (Pays-Bas)

Het monument voor Vondel in de Nieuwe Kerk werd ontworpen door de tekenaar en kunstverzamelaar Cornelis Ploos van Amstel en de etser Reinier Vinkeles.
Een commissie onder leiding van de Amsterdamse stadsbouwmeester Pierre Cuypers ijverde vanaf 1861 voor de oprichting van een standbeeld van Vondel. Deze organiseerde in februari 1862 "Neêrlands eerste Vondelfeest" in Roermond Op 18 oktober 1867 werd in het kort daarvoor geopende Nieuwe Park een bronzen standbeeld onthuld, ontworpen door beeldhouwer Louis Royer, op een sokkel van Cuypers zelf en met teksten van zijn vrouw Antoinette Alberdingk Thijm. Omdat Louis Royer niet meer in staat was om het ontwerp zelf uit te voeren, werd de hulp ingeroepen van Jan Stracké. De genii aan de vier hoeken zijn van de hand van Jean Lauweriks. Al snel werd het Nieuwe Park Vondelpark genoemd, wat in 1880 de officiële naam werd. Ter gelegenheid van de onthulling van het standbeeld sprak Jacob van Lennep, samensteller van de eerste wetenschappelijke uitgave van de volledige werken van Vondel, een feestrede uit en schreef voor die gelegenheid het drama Een dichter aan de Bank van Leening. In 1937 volgde het Standbeeld Joost van den Vondel van Gerarda Rueter in de Warmoesstraat.

## Werk
Vondels literaire ontwikkeling is evenzeer beïnvloed door klassieke auteurs als door geleerde tijdgenoten. De acht belangrijkste invloeden zijn Du Bartas, Seneca, Vergilius, Grotius, Vossius, Sophocles, Euripides en Tasso.
Het oudste overgeleverde gedicht van Vondel, 'Schriftuerlyck Bruylofts Reffereyn', dateert van juni 1605, toen de auteur zeventien jaar oud was, en is gemaakt ter gelegenheid van het huwelijk van Vondels buurmeisje Claertje van Tongerlo. Het is, aldus Knuvelder, 'reeds "Vondel", zoals hij in diepste wezen zijn leven lang zal blijven.' Het gedicht is niet alleen duidelijk het product van een 'vroom mennist' die de Bijbel bestudeert, maar ademt vooral de sfeer van de Brabantse rederijkers en is dus 'zwierig, sinjoorlijk, eloquent, (...) feestelijk ook en van een opgewekte blijmoedigheid', kortom 'zuidelijk-overdadig.' Het is verder 'leerrijk' en 'zinnebeeldig', want Vondel beperkt zich niet tot de zaak zelf, maar brengt altijd het figuurlijke in. Hoezeer humanisme en barok hem nog in banen zouden leiden, 'de zwierige, eloquente, leerrijke symbolist' blijft bestaan, kortom 'ook in Amsterdam blijft hij Antwerpenaar'.
De eerste gepubliceerde gedichten van Vondel verschenen in 1607 in de bundel Den nieuwen verbeterden Lust-Hof (1607): 'Dedicatie aan de jonkvrouwen', 'De jacht van Cupido' en 'Oorlof-Lied'. Deze tonen een milde erotische lading en veel verwijzingen naar de klassieke mythologie.
Mogelijk waren deze gedichten onder meer bedoeld voor de Brabantse rederijkerskamer waarvan Vondel inmiddels lid was.
Vondel ondertekende in deze periode met zijn motto: 'Liefde verwinnet al' (Liefde overwint alles).

### Toneelwerken
Het schrijven van een klassieke tragedie was Vondels oogmerk bij al zijn toneelstukken. Tot het laatst toe heeft hij nader gespecificeerd wat een klassieke tragedie behoort te zijn, zo heeft bestudering van zowel zijn theorie (de voorredes bij de drama's) als zijn praktijk (de structuur van de drama's zelf) uitgewezen. Deze voortdurende ontwikkeling in Vondels inzicht en begrip in de aard van het drama verloopt in voortdurende wisselwerking met wat de contemporaine geleerden erover dachten. Vondels ontwikkeling laat zich onderverdelen in vijf perioden.
De eerste periode loopt van het ontstaan van Vondels eerste toneelstuk Pascha, dat in 1612 verscheen, en eindigt met zijn tweede oorspronkelijke werk Hierusalem verwoest uit 1620, waaruit enerzijds Vondels bewondering voor Hoofts opvattingen blijkt, anderzijds dat Vondel zich in de klassieke literatuur verdiept had, met name in Seneca.
De tweede periode loopt van 1620 tot 1640. In 1620 begon Vondel de letterkundige bijeenkomsten van onder meer P.C. Hooft, Laurens Reael en Anthonis de Hubert bij te wonen, met als gevolg dat hij vertrouwd raakte met Vergilius, Seneca en Tasso. De eerste helft van deze periode is er vooral een van studie, waaronder vertalen, en levert alleen het actuele hekelstuk Palamedes, of vermoorde onnoselheit (1625) op; die "vermoorde onschuld" is slechts ogenschijnlijk een figuur uit de Oudheid. In werkelijkheid staat in dit sleuteldrama de figuur Palamedes symbool voor de terechtgestelde Van Oldenbarnevelt. 'vermoorde onnozelheid' werd de terechtgestelde Oldenbarnevelt aangeduid, en in de figuur van koning Agamemnon kon de overwinnaar prins Maurits worden herkend. Het stuk verscheen in oktober 1625, enkele maanden na het overlijden van Maurits. Palamedes is een scherpe kritiek op de stadhouder Maurits, en Palamedes werd desondanks een populair toneelstuk, waarvan tot 1800 minstens vijftien drukken zijn verschenen. Volgens Smit heeft Vondel de eisen van het drama ondergeschikt gemaakt aan de hekeling en is de dramavorm eerder middel dan doel.
In de tweede helft van deze periode werd Vondels creativiteit vooral in beslag genomen door het epos, zodat voor toneel weinig tijd overblijft. Wel ontstond het beroemd gebleven gelegenheidsstuk Gysbreght van Aemstel (1637). Daarna liep Vondels epos vast en wijdde hij zijn krachten aan toneel. Onderzoeker W.A.P. Smit kent een belangrijke plaats toe aan Vondels Sofokles-vertaling uit 1639: 'De Elektra-vertaling markeert een beslissend keerpunt; zij bepaalt de richting waarin Vondel zich nu definitief zal gaan ontwikkelen.'
De derde periode loopt van 1640 tot 1648, van Gebroeders (1640), 'ondenkbaar (...) zonder de achtergrond van Elektra', tot Maria Stuart (1646). (Het pastorale spel Leeuwendalers (1647) is geen tragedie.) In deze periode drong bij Vondel het besef door dat zijn drama's twee gebreken vertoonden: ten eerste hield hij tot dan toe te weinig rekening met de ongelukkige afloop (exitus infelix) als de normale en te verkiezen afloop, en ten tweede waren zijn hoofdfiguren doorgaans te onnozel en volmaakt.
De vierde periode loopt van 1648 tot 1660.'Vondel,' aldus het oordeel van Smit, 'is dan in dramatisch opzicht tot volle ontplooiing gekomen; deze vierde periode is tevens de eerste van zijn meesterschap.' Hiervan is Salomon (1648) het eerste stuk en Jeptha (1659) het laatste, met alleen de Salmoneus (1657) als een los intermezzo. Dit stuk werd slechts gemaakt om het decor dat voor het na twee opvoeringen verboden Lucifer was vervaardigd, nog te benutten en is 'in de reeks van Vondel's drama's ten slotte niet meer dan een curieus incident.'
De vijfde periode loopt van 1660 en 1667. Net als bij de derde periode vormt ook hier een Sofokles-vertaling de overgang, in dit geval Koning Edipus (1660). De peripeteia van dit stuk maakte zo'n indruk op Vondel dat deze 'staetverandering' in zijn volgende drama's het belangrijkste structuuraspect werd, waar voorheen de structuur in dienst had gestaan van de 'emblematisch-exemplarische strekking'. Een fel contrast tussen het voor en het na moest de peripeteia zo indrukwekkend mogelijk maken. Alles staat in dienst van dit effect, met een resultaat dat er volgens Smit zijn mag: 'Het dwingt hem tot ingrijpende wijzigingen in de structuur van zijn drama, maar wellicht juist daardoor leidt het een tweede periode van meesterschap in, waarvan de beide Davidspelen en Adam in ballingschap de hoogtepunten zijn.' Vervolgens wordt de peripeteia weer minder overheersend, 'tot in Noah (1667) op waarlijk magistrale wijze, zowel ideëel als structureel, een synthese wordt bereikt die het emblematisch-exemplarische van de vierde periode harmonisch doet samengaan met de "staetveranderinge" van de vijfde.' Zo is Noah 'niet alleen Vondels laatste, maar ook zijn meest verrassende tragedie.'
Het meesterschap in compositie gaat gepaard met een ontwikkeling in stijl. Voor literatuurcriticus Piet Gerbrandy bereikte Vondel 'in de jaren vijftig als stilist het toppunt van zijn schrijverschap (...) , hetgeen de lectuur van stukken als Lucifer en Adam in ballingschap tot een onverdeeld genot maakt.'

### Hekeldichten
Vondels eerste hekeldicht is Op de jongste Hollandsche Transformatie uit 1618, dat zich kenmerkt door 'goedmoedige spot, die echter in de komende jaren in fel en bijtend sarcasme zal overslaan.' Al in Geusenvesper, omstreeks 1619 ontstaan naar aanleiding van de terechtstelling van Oldenbarnevelt, giet hij 'de fiolen van zijn hoon en toorn' uit over diens rechters.
Uit de jaren tussen 1625 en 1632 stammen een dertig hekeldichten, die in toon variëren van volks, zoals de uit 1627 daterende, in plat-Amsterdams gestelde verzen Nieuw lied van Reyntgen de Vos en Rommelpot van 't Hanekot, tot verheven, honende hekeldichten als Geusevesper. Niet zelden verandert deze kritiek in protest, regelrechte haat en woede. Een voorbeeld is Het stockske van Joan van Oldenbarnevelt. Roskam (1630) betreft een aanval op de corrupte, eerzuchtige regenten en de gedachte dat de calvinisten niet alleen in godsdienstig opzicht, maar ook op staatkundig en maatschappelijk terrein de leiding toekwam, werd aangevallen in Harpoen uit 1630.

### Religieuze poëzie
Daarnaast heeft hij echter ook poëzie geschreven die louter religieus was, zoals tweemaal een kerstlied:
O wat zon is komen dalen
in den Maagdelijken schoot!
Ziet hoe schijnt ze met heur stralen
Alle glanzen doof en dood.

### EposJoannes de Boetgezant
Joannes de Boetgezant is een werk dat voldoet aan alle regels die in de eerste helft van de zeventiende eeuw voor een christelijk epos ontwikkeld werden. Het is dan ook een schoolvoorbeeld van de toepassing van deze regels zoals Jeptha dat is voor de regels van het drama. Smit karakteriseert het als een Tassoniaans-Vergiliaans epos.

### Ander werk
Lichtvoetig is het gedicht Op het Toonneel des Aerdrycks, ofte Nieuwe Atlas; uytgegeven door I. en C. Blaeu van Vondels hand dat in de atlas van Blaeu werd opgenomen en dat begint met:
De wereld is wel schoon, en waerdigh om t'aenschouwen,
Maer 't reizen heeft wat in. de kosten vallen swaer.
Men magh den Oceaen niet al te veel betrouwen.
De Bergen rijzen steil. de bosschen zien te naer.
Na deze klaagzang, die zo nog enige strofen verdergaat, is Vondels conclusie onontkoombaar: de lezer kan zich de moeite besparen en zich beperken tot een reis door de kunstige atlas:
O reisgezinde geest, ghy kunt die moeite sparen,
En zien op dit Toonneel de Wereld groot en ruim,
Beschreven en gemaelt in kleen begrip van blaren.
Zoo draeit de schrandre kunst den Aerdkloot op haer duim.

## Waardering
Vondel schreef veel polemische gedichten, waaronder het omvangrijke polemische leerdicht Altaergeheimenissen, dat Rome tegenover het Protestantisme stelt en verwant is aan de eerdere religieuze hekeldichten. Toch behoort ook deze verheven polemiek niet tot het hoogst gewaardeerde deel van het oeuvre. 'Vondels machtigste werk,' aldus W.A.P. Smit in 1935, 'is nooit de polemiek, maar altijd de synthetische, algemeen-Christelijke visie, (...) die haar hoogste uiting vindt in Lucifer, Adam in ballingschap, Noah.'
In zijn Inleiding tot Vondel uit 1892 riep Albert Verwey de Lucifer uit tot Vondels meesterwerk: 'Vondels werk is als een berg op den top waarvan een standbeeld staat. Dat beeld is de Lucifer.' Een kwarteeuw later achtte Molkenboer het van een treffende symboliek 'dat de Lucifer, door iedereen erkend als het stralende hoogtepunt van Vondels volle kunst, geplant staat in 't midden van zijn leven.' Daaraan is sindsdien niets meer veranderd. In 2008 schreven literatuurhistorici Porteman en Smits-Veldt: 'Lucifer kan beschouwd worden als Vondels meesterwerk.'
In 1941 schreef historicus Johan Huizinga 'dat Vondel tot de zeer grote dichters van alle tijden behoort', met de kanttekening dat daarvoor de 'formele voortreffelijkheid' en niet de inhoud daarvoor borg staat, want volgens hem is 'de rijkdom van Vondel's gedachte betrekkelijk gering'. Vondels kracht als dichter wordt in Huizinga's ogen weleens geremd door 'grenzeloze naïveteit' door een 'beminnelijk tekort aan wereldwijsheid' en door zijn 'uiterst primitieve psychologie.'
In de naoorlogse decennia taande de belangstelling voor Vondel, waarvoor het staken van de traditionele jaarlijkse opvoering van Gijsbrecht van Aemstel in 1968 symbolisch is. In 1979 signaleerde Vondelkenner E.K. Grootes dat de Vondelwaardering in een dal verkeert. Weer ongeveer tien jaar later wees schrijver Frans Kellendonk op de verzuiling als oorzaak. Volgens hem hebben de leidende Vondelonderzoekers uit Nijmegen 'een rooms Vondelbeeld geschapen, dat alle onroomsen meteen al tegenstond en gedoemd was om met de ontkerkelijking hopeloos te verstoffen.' 'Wie zijn werk leest,' aldus de essayist Kees Fens in 1996, 'komt in een taalheelal terecht dat hij niet voor mogelijk hield. Dat ook later nooit meer is geëvenaard.'
Vondel staat met zeven titels binnen de top vijftig van een canon met de honderd belangrijkste Nederlandse toneelstukken die theaterwetenschapper Rob van der Zalm in 2015 samenstelde uit een gedurende 2014 afgenomen enquête onder driehonderd regisseurs, acteurs en theaterbezoekers. Met één stem verschil moest Vondel de eerste plaats aan Ten oorlog van de Vlaamse auteur Tom Lanoye laten, zodat Lucifer op plaats twee tot het belangrijkste toneelstuk van een Nederlander werd gekozen. Ook Gijsbrecht van Aemstel haalde de top tien, op plaats acht. Op plaats vijfentwintig staat de zogenaamde Jozef-trilogie (Joseph in Egypten, Joseph in Dothan) en Josef aan het Hof, op plaats 31 Adam in ballingschap en op plaats 48 staat Jeptha of offerbelofte.
In 2017 publiceerde acteur en regisseur Hans Croiset de roman Ik, Vondel, een fictieve autobiografie van de dichter.

### Vergelijking met Shakespeare
Vondel wordt regelmatig gemeten met het werk van Shakespeare als maatstaf. In 1898 introduceerde Lucifer-vertaler Leonard Charles van Noppen Vondel bij het Engelse publiek door hem met enkele literaire grootheden uit diverse talen te vergelijken: 'Like Goethe, the Dutch poet exerted an ennobling influence on the theatre of his country. Like Dante, he was fond of a strong, bold outline, and always chose a direct rather than a circuitous route. Like Shakespeare, he was a keen observer of affairs, a student of life'. Johan Huizinga bekende 'gaarne, dat het geheel doorlezen van een drama van Vondel – heel anders dan bij een van Shakespeare – mij grote inspanning kost'. Vondel vertoont in het bouwen van een drama, de voorbereiding van de peripetei, het ontknopen van een verwikkeling volgens Huizinga een onbeholpenheid, zelfs 'een volkomen afwezigheid van enige toeleg, welk een contrast met Shakespeare'. Aldus is Vondel nooit een dramaturg geworden 'die ons als Shakespeare dwingt de adem in te houden'. In verband met 'het Nederlandse minderwaardigheidscomplex' sprak Kellendonk van 'het Wereldcup-aspect van de Vondelwaardering.' Vondel, aldus Kellendonk, die behalve schrijver ook anglist was, 'is inderdaad geen Dante, geen Shakespeare, geen Corneille. Vondel is Vondel.' In het drama Joseph in Egypte heeft de dichter Jempsar, de echtgenote van Potifar, 'een liefdeslyriek in de mond gelegd die even broeierig en overrijp is als die van Shakespeare's Cleopatra.'

## Bekende werken

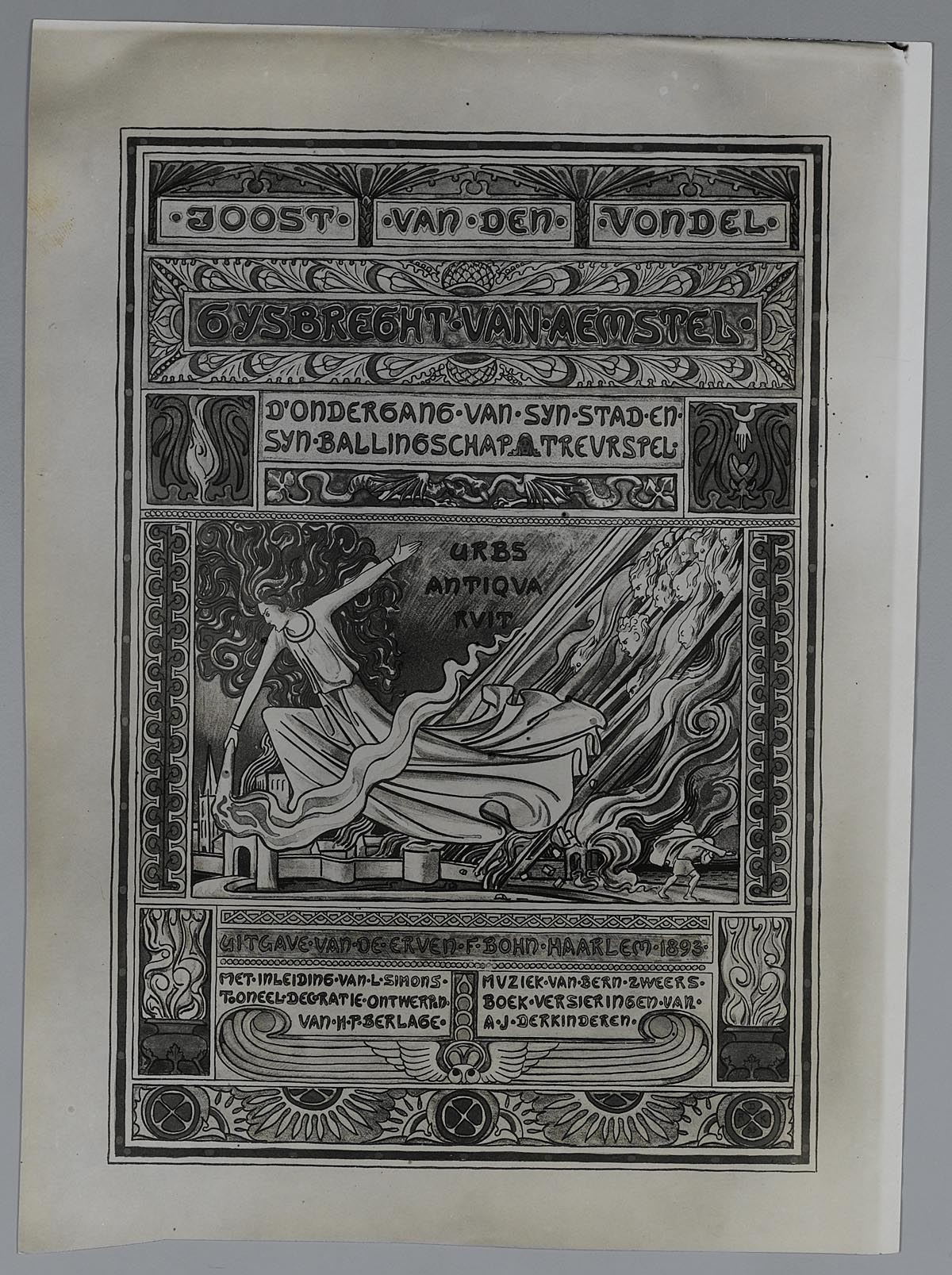
Het titelblad van Gijsbrecht van Aemstel, een uitgave uit 1893, ontworpen door Antoon Derkinderen

Vondels werken hebben veelal de politieke en religieuze spanningen die aan het begin van de 17e eeuw de republiek beheersten als thema. Vondel stond daarbij aan de kant van de meer gematigde protestanten.
Tot Vondels bekendste toneelwerken behoren Gijsbrecht van Aemstel (1637), een stuk dat door de predikanten aanvankelijk verboden werd omdat het Roomse sympathieën zou bevatten, en de treurspelen Lucifer (1654), Adam in ballingschap (1664) en Noah (1667). Deze laatste drie werken vormen een trilogie over de zondeval van achtereenvolgens de engelen, de eerste mens en de eerste mensheid.

### Renaissancist en rederijker
Vondel was een Renaissancedichter, maar een die pas op volwassen leeftijd Latijn leerde. Laatmiddeleeuwse invloeden, met name die van de Rederijkers, zijn evenzeer sterk in zijn werk aanwezig:
woordspelingen:
De raven kraaien "cras, cras"
— dat laatste woord betekent in het Latijn: "morgen";
opsommingen:
Die zorght, en waeckt, en slaeft, en ploegt, en zwoegt, en zweet
en tal van andere figuren laten de Rederijkerstraditie zien. De perfecte integratie van christelijke theologie en antieke cultuur, zijn grote kennis van literatuur en wetenschappen, en zijn belangstelling voor dichtvormen en vernieuwingen op lexicaal gebied bestempelen hem toch in de eerste plaats als humanistisch en renaissancistisch dichter. Zijn dichterlijk talent en zijn irenische persoonlijkheid bezorgden hem bij zijn tijdgenoten de titel van Prins der Dichters.

#### Poëzie

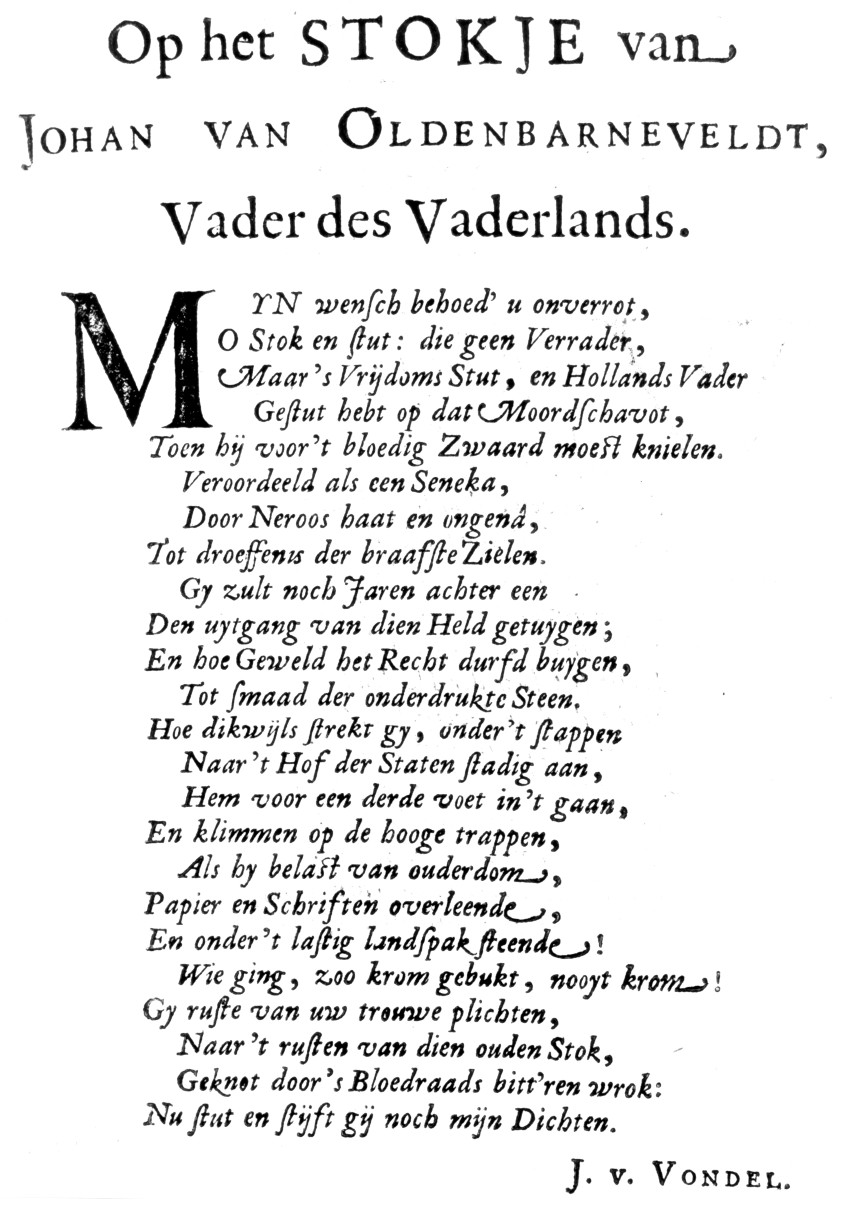
Het stockske

- Den Gulden Winckel der Konstlievende Nederlanders, gestoffeert met veel treffelycke historische, philosophische, poeetische morale ende schriftuerlijcke leeringen ...[a] (1613)
- Hymnus ofte Lofgesangh over de wijdberoemde scheepvaert der Vereenigde Nederlanden[b] (1613)
- Vorstelijcke warande der dieren.:waer in de zeden-rijcke philosophie, poëtisch, morael, en historiael, vermackelijck en treffelijck wort voorgestelt : met exempelen uyt de oude historien, in prose; ende uytleggingen, in rijm verklaert[c][65][66] (1617)
- Op de jongste Hollantsche Transformatie (1618)
- De Helden Godes des Ouwden Verbonds, met kunstige beeldenissen vertoont, en poeetelijck verklaert. Midsgaders: een Hymnus of lofzangh van de christelijcke ridder, de Heerlijckheyd van Salomon, en Hiervsalem verwoest[d] (1620)
- Het lof der zeevaert[e] (1623)
- Geuse Vesper of siecken-troost voor de vierentwintigh. Op de wijse: Brande Partinice[f] (1625)
- I.V. Vondelens Geboortklock van Willem van Nassau, eerstgeboren sone der doorluchtichste princen, Frederick Henrick ende Amelia, door Gods genade princen van Oranje: geboren met de son, den 27 van may, 1626, in 'sGravenhaeghe[g] (1626)
- Bruyloftbed van den e. heere, Pieter Cornelisz. Hoofd, drost van Muyden, baljuw van Goeyland, en de e. joffre. Helionora Hellemans, den 30 van slaghtmaend des jaers 1627[h] (1627)
- Rommel-pot van't hane-kot om te kauwe veur begyne-koeck, en te neurie lijck hangsje hangebroeck[i] (1627)
- I. V. Vondelens Verovering van Grol, door Frederick Henrick, Prince van Oranje. Noch sommiger gedichten op de selve stof[j] (1627)
- De Rynstroom (1630)
- Roskam[k] (1630)
- Harpoen aen Jonkheer Landeslot, heer van Vrybvrgh[l] (1630)
- Een otter in 't bolwerck[m] (1630)
- Decretum horribile[n] (1631)
- Op Huygh de Groots verlossing (1632)
- Inwying der doorluchtige Schoole t'Amsterdam. aen den heer Herman van der Pol ...[o] (1632)
- Kinder-lyck[p] (1632)
- Uitvaert van mijn dochterken[q] (1633)
- Op het overlyden van Isabella Klara Eugenia[r] (1633)
- Lyckklaght aan het Vrouwekoor, over het verlies van mijn ega[s] (1635)
- J. v. Vondels Brieven der heilige maeghden, martelaressen[t] (1642)
- Aen de Beurs van Amsterdam (1643)
- I. v. Vondels verscheide gedichten; bestaande in zegezangen, klinkdichten, lof- en eerrijmen, bruiloftdichten, lijk- en grafdichten, mengelrijm, en zangen / Verzamelt door D.B.D.L.B[u] (1644)
- Altaergeheimenissen ontvouwen in drie boecken[v] (1645)
- Inwijdinge van 't Stadhuis t'Amsterdam[w] (1655)
- Het stockske van Joan van Oldenbarnevelt (1657)
- J. v. Vondels Poëzy of verscheide gedichten, by een vergadert, vermeert, en op een nieuw oversien : mitsgaders een Aenleidinge ter Nederduitsche dichtkunste[x] (1658)
- Zeemagazyn gebouwt op Kattenburgh t'Amsterdam[y] (1658)
- Wildzang (1660) (in 1976 in morseseinen als kunstwerk gemaakt in Amsterdam, met 1879 houten palen, zie trivia)
- Toneelschilt oft Pleitrede voor het toneelrecht (1661)
- J. v. VondelsBespiegelingen van Godt en Godtsdienst. Tegens d'ongodisten, verlochenaers der godtheit of goddelijcke voorzienigheit[z] (1662)
- J. v. Vondels Joannes de boetgezant. Begrepen in zes boecken[aa] (1662)
- De Heerlijckheid der Kercke (1663)
- Lykzang ter ere van Zacharias du Mez, Bisschop van Thrallen (rond 1665)
- Uitvaert van Maria van den Vondel[ab] (1668)

#### Toneel
- Het pascha, ofte de verlossinge Israëls uyt Egypten. Trage-comœdischer-wyse een yeder tot leering op 't toneel gestelt[ac][67] (1612)
- Hiërusalem verwoest[68] (1620)
- Palamedes oft Vermoorde onnooselheijd[69] (1625). In de uitgave van 1652 heeft Vondel een aantal woorden (zoals zonde) vervangen, en sommige politieke toespelingen werden verscherpt. Het werd pas in 1663, in Rotterdam, voor het eerst opgevoerd. Twee jaar later, toen de Amsterdamse schouwburg gesloten was vanwege een verbouwing, werd het stuk daar buiten de verantwoordelijkheid van de regenten opgevoerd.
- De Amsteldamsche Hecvba. Treur-spel[ad][70] (1626)
- Gysbreght van Aemstel, d'ondergang van zijn stad en zijn ballingschap. Treurspel[ae] (1637)
- J. v. Vondels maeghden : Treurspel[af] (1639)
- J. V. Vondels Gebroeders. Treurspel[ag] (1640)
- J. v. Vondels Joseph in Dothan. Treurspel[ah] (1640)
- J. v. Vondels Joseph in Egypten. Treurspel (1640)[ai]
- J. v. Vondels Peter en Pauwels. Treurspel[aj][71](1641)
- Maria Stuart of Gemartelde Majesteit[ak] (1646)
- J. v. Vondels Leeuwendalers. lantspel[al] (1647)
- J. v. Vondels Salomon : Treurspel[am] (1648)
- J. v. Vondels Lucifer. Treurspel[an][72] (1654, deel een van de trilogie over de zondeval)
- J. v. Vondels Salmoneus, Treurspel[ao] (1657)
- J. v. Vondels Jeptha of offerbelofte. Treurspel[ap] (1659)
- J. V. Vondels Koning David in ballingschap. Treurspel[aq] (1660)
- David hersteld (1660)
- J. v. Vondels Samson of heilige wraeck. Treurspel[ar] (1660)
- J. v. Vondels Adonias of rampzalige kroonzucht. Treurspel[as] (1661)
- J. v. Vondels Batavische gebroeders of Onderdruckte vryheit. Treurspel[at] (1663)
- J. v. Vondels Faëton of Reuckeloze stoutheit. Treurspel[au] (1663)
- J. v. Vondels Adam in ballingschap of Aller treurspelen Treurspel[av] (1664, deel twee van de trilogie over de zondevallen)
- J. v. Vondels Zungchin of Ondergang der Sineesche heerschappye. Treurspel[aw] (1667)
- J. v. Vondels Noah of Ondergang der eerste wereld. Treurspel[ax] (1667, deel drie van de trilogie over de zondevallen)

#### Gelegenheidsgedichten
- 1627 – Bruyloftbed van Pieter Cornelisz. Hooft en Helionora Hellemans
- 1633 – Kinder-lyck (naar aanleiding van het overlijden van zijn zoon Constantijn)
- 1660 – Op d'Afbeeldinge van den edelen gestrengen Heere Cornelis de Graeff[73]
- 1662 – Ter bruiloft van den weledelen heer Peter de Graef, Jongkheer van Zuitpolsbroek en de weledele mejoffer Jakoba Bikker[74]
- 1668 – Uitvaert van Maria van den Vondel

#### Literaire verhandeling
- 1650 – Aenleidinge ter Nederduitsche dichtkunste

#### Vertalingen
- Vondelens Hippolytvs of rampsalige kuyscheyd[ay] (naar Seneca) (1628)
- Hvigh de Groots Iosef of Sofompaneas. Trevrspel[az] (naar Hugo de Groot) (1635)
- J. v. Vondels Elektra van Sophokles. Treurspel[ba] (naar Sophocles) (1639)[75]
- Publius Virgilivs Maroos Wercken[bb] (1646)
- Q. Horatius Flaccus Lierzangen en Dichtkunst[bc] (Quintus Horatius Flaccus) (1657)
- Publius Virgilius Maroos Wercken vertaelt in Nederduitsch Dicht[bd] (1660)
- J. v. Vondels koning Edipus uit Sofokles. Treurspel[be] (1660)
- J. v. Vondels Ifigenie in Tauren. Uit Euripides. Treurspel[bf] (1666)
- Euripides Feniciaensche of gebroeders van Thebe. Treurspel[bg] (1668)
- Sofokles Herkules in Trachin. Treurspel[bh] (De Trachiniae van Sophocles) (1668)
- Publius Ovidius Nazoos Herscheppinge[bi] (De Metamorphosen van Ovidius) (1671)

### WB-editie van de verzamelde werken in 10 delen, verschenen 1927-1937
- De werken van Vondel Deel 1. 1605-1620 Verschenen 1927, bevat o.a. Het Pascha, Den Gulden Winckel en Vorstellicke Warande der dieren
- De werken van Vondel Deel 2. 1620-1627 Verschenen 1929, bevat o.a. Hierusalem verwoest, De Amsteldamsche Hecuba, Palamedes en Geboortklock van Willem van Nassau
- De werken van Vondel Deel 3. 1627-1640 Verschenen 1929, bevat o.a. Hippolytus, Huigh de Groots Iosef of Sofompaneas, Gysbreght van Aemstel, Elektra van Sophokles (vert.), Maeghden en Gebroeders
- De werken van Vondel Deel 4. 1640-1645 Verschenen 1930, bevat o.a. Joseph in Dothan, Joseph in Egypten, Peter en Pauwels en Altaer-Geheimenissen
- De werken van Vondel Deel 5. 1645-1656 Verschenen 1931, bevat o.a. Maria Stuart, Leeuwendalers, Salomon, Lucifer, Salmoneus en Inwijdinge van 't Stadthuis t'Amsterdam
- De werken van Vondel Deel 6. Vondels Vergilius-vertalingen Verschenen 1932, bevat o.a. Herderszangen, Lantgedichten en de Eneas
- De werken van Vondel Deel 7. Vertalingen uit het Latijn van Vergilius, Horatius, Ovidius Verschenen 1934, bevat o.a. Aeneïs (gedeeltelijk), Herscheppinge (Metamorfosen) en Van de Dichtkunst (Arte poëtica)
- De werken van Vondel Deel 8. 1656-1660 Verschenen 1935, bevat o.a. Koning Davids Harpzangen (vert. van alle 150 Psalmen), Jeptha en Koning Edipus van Sofokles (vert.)
- De werken van Vondel Deel 9. 1660-1663 Verschenen 1936, bevat o.a. Koning David in ballingschap, Koning David Herstelt, Samson, Adonias, Bespiegelingen Van Godt en Godtsdienst, Joannes de Boetgezant en Batavische Gebroeders
- De werken van Vondel Deel 10. 1663-1674 Verschenen 1937, bevat o.a. Faëton, Adam in ballingschap, Zungchin, Noah, Herkules in Trachin (Sofokles), Ifigenie in Tauren (Euripides) en Feniciaensche of Gebroeders van Thebe (Euripides)

## Varia

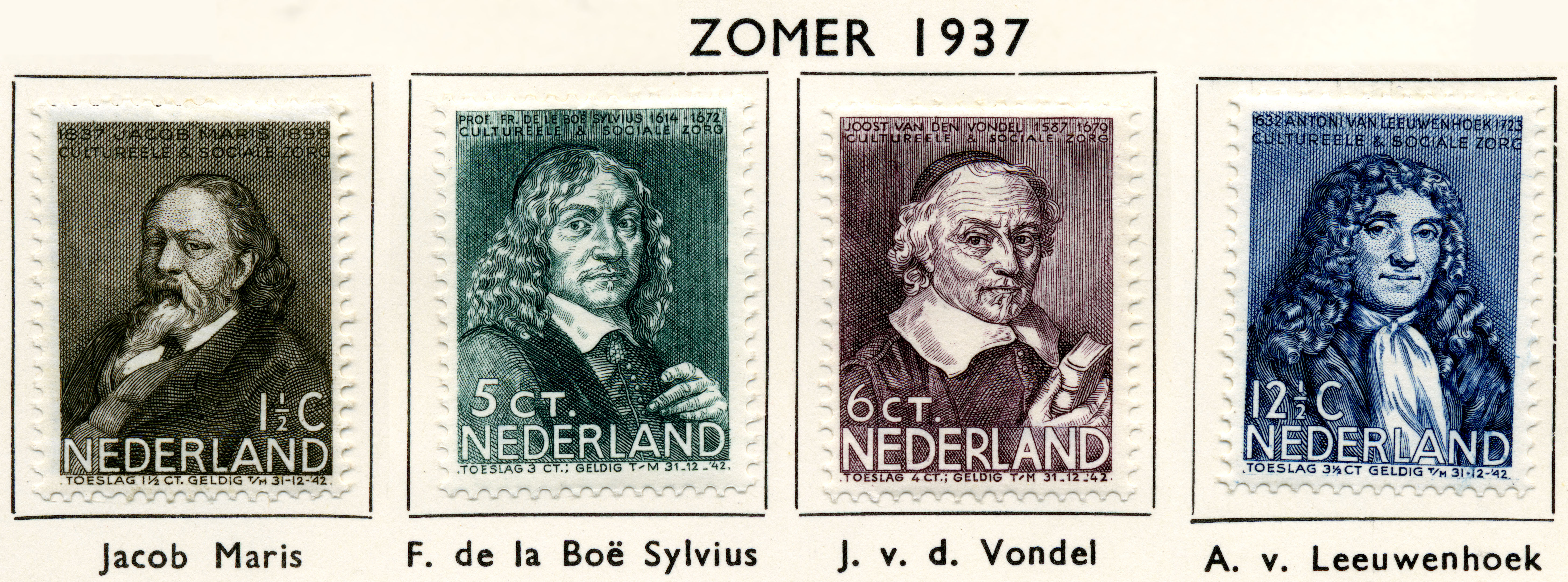
Zomerzegels (1937) met Jacob Maris, Franciscus de le Boë Sylvius, Joost van den Vondel en Antoni van Leeuwenhoek

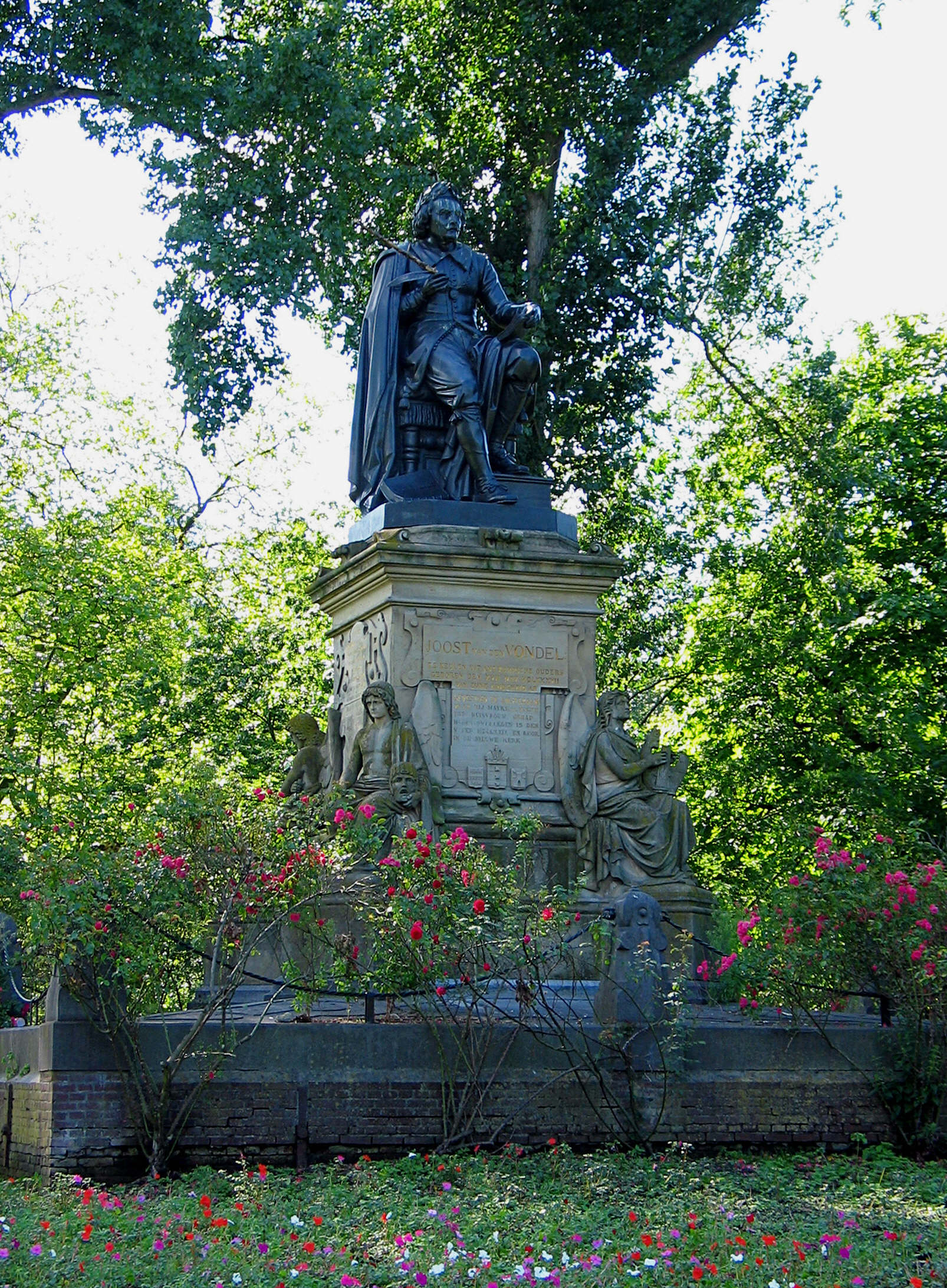
Standbeeld Vondel in het Vondelpark

- Joost van den Vondel staat afgebeeld op een postzegel in de serie 'Zomerzegels van 1937'.
- Vondel stond afgebeeld op twee achtereenvolgende versies van het Nederlandse bankbiljet van 5 gulden.

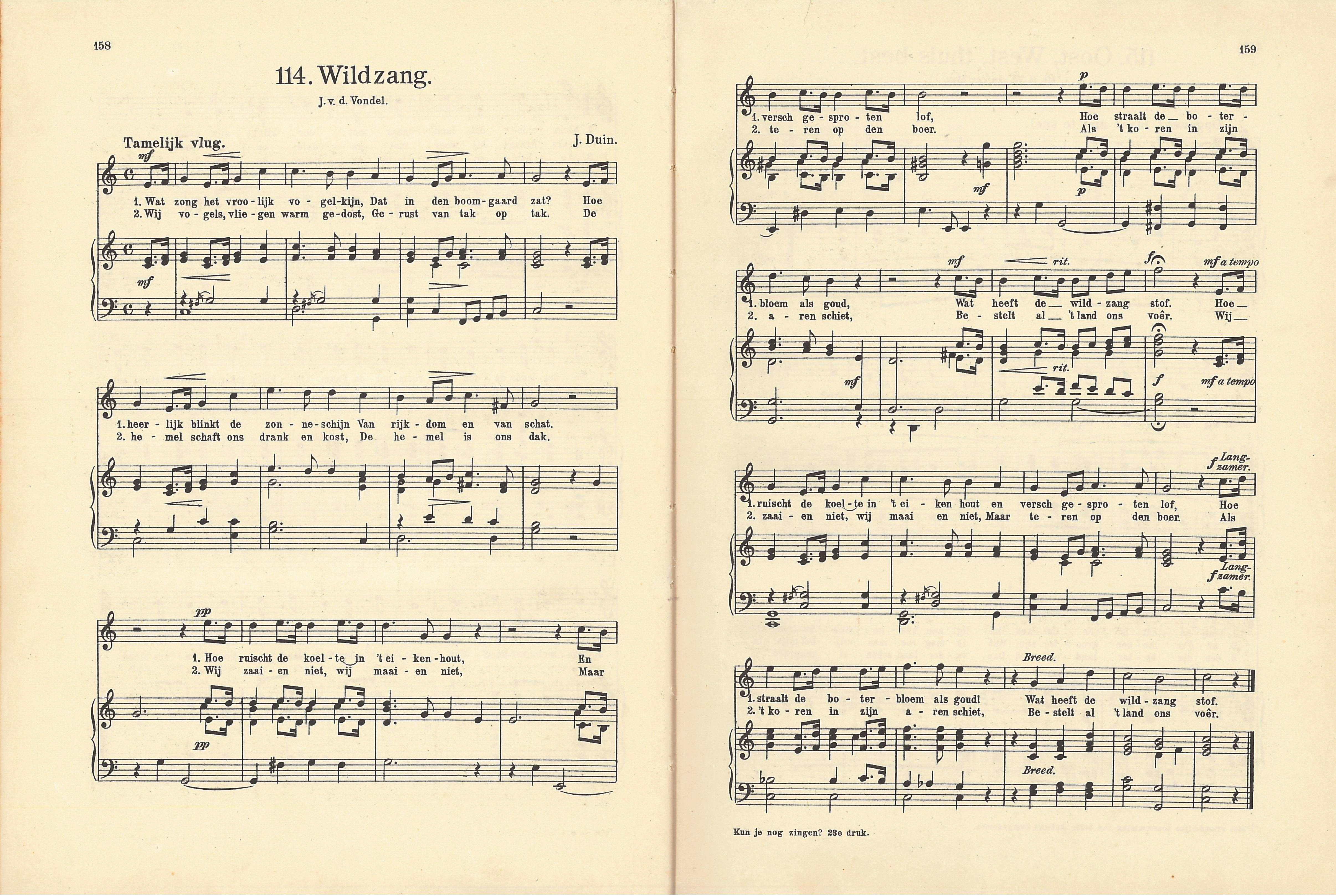
Wildzang 1660

- Een gedicht van zijn hand (getoonzet door J. Duin) werd opgenomen in de populaire liedbundel Kun je nog zingen, zing dan mee. De eerste regels luiden: 'Wat zong het vroolijk vogelkijn dat in den boomgaard zat?' (met de titel 'Wildzang').
- De rei van de edelen uit het drama van de Gijsbrecht van Aemstel wordt gebruikt in het nummer 'Hamburger Concerto' van Focus.
- Volgens het Guinness Recordboek schreef Vondel het kortste Nederlandstalig gedicht, en wellicht het kortste gedicht ter wereld, waarmee hij in 1620 een dichtwedstrijd won[bron?]:
U
Nu!
- Een literaire prijs was naar hem genoemd: Joost van den Vondelprijs.
- De Vondelstraat met Vondelkerk en het Vondelpark in Amsterdam zijn naar hem vernoemd.
- Het Cultureel centrum, 't Vondel, en het Heilig-Hart & College Vondel van het Vlaams-Brabantse Halle is naar hem genoemd.
- In 2004 eindigde hij op nr. 53 tijdens de verkiezing van De grootste Nederlander.
- De naam Schouwburg werd bedacht door Vondel. Met 'schouw' en 'burg' verwees Vondel naar een plaats waar men kon kijken. Het van het Griekse woord theatron afgeleide schouwburg werd door de tijd heen zo'n populaire benaming dat het van een eigennaam is verworden tot een soortnaam.
- In het Frans wordt de Nederlandse taal soms (poëtisch) de taal van Vondel genoemd ('la langue de Vondel') analoog aan het gebruik om het Frans 'de taal van Molière' te noemen of Duits 'de taal van Goethe'.
- Wildzang was een van de grootste kunstwerken ooit in Nederland gemaakt (1976). 1879 houten palen, op de Bijlmerweide in Amsterdam-Zuidoost namen in een bepaald ritme een oppervlakte van circa 80 bij 25 meter in beslag. Wildzang was geïnspireerd op het gelijknamige gedicht van Vondel:
Wat zong het vrolijk vogelkijn dat in de boomgaard zat? Hoe heerlijk blinkt de zonneschijn van rijkdom en van schat Hoe ruist de koelte in 't eikenhout en vers gesproten lof Hoe straalt de boterbloem als goud Wat heeft de Wildzang stof!

## Galerij

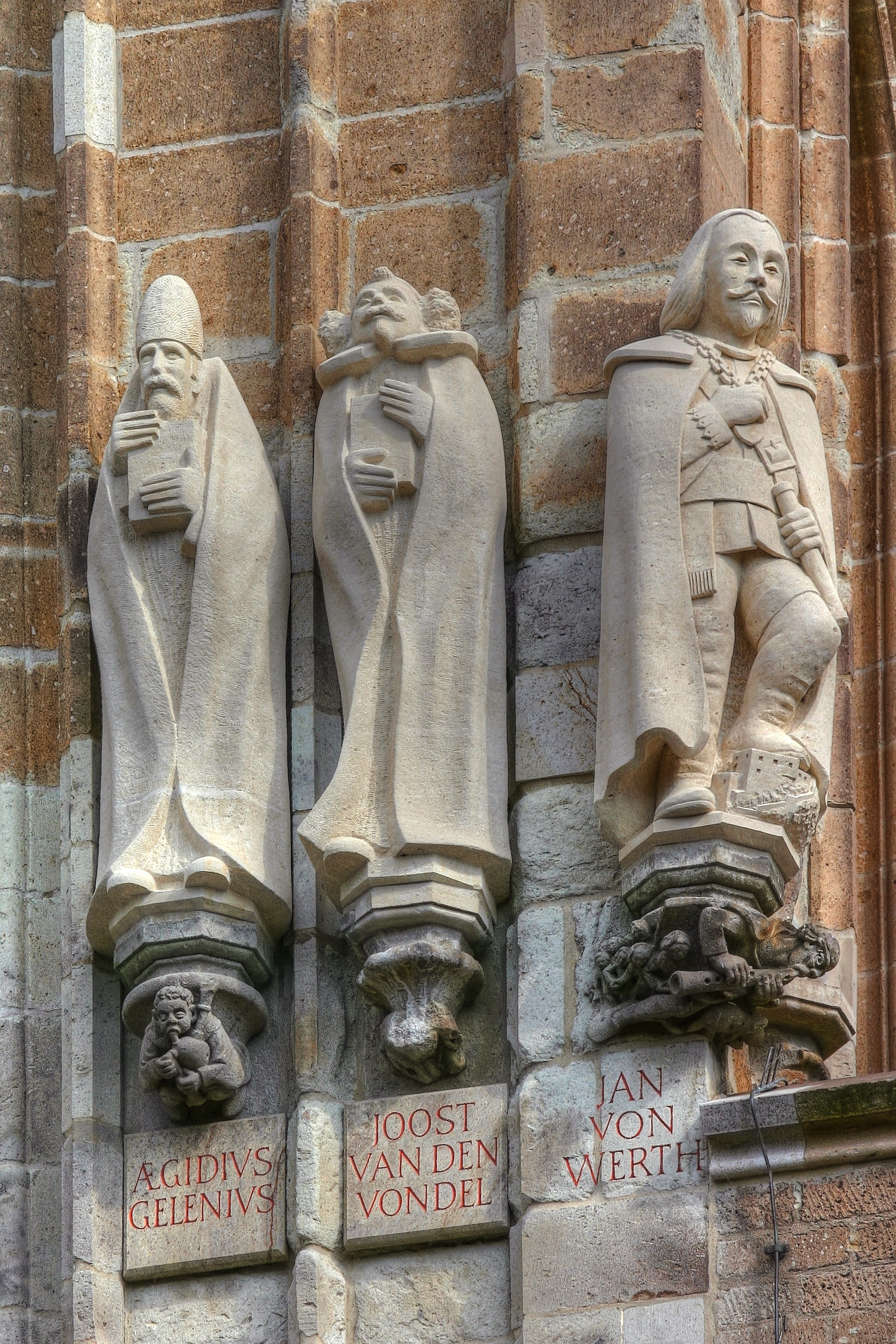
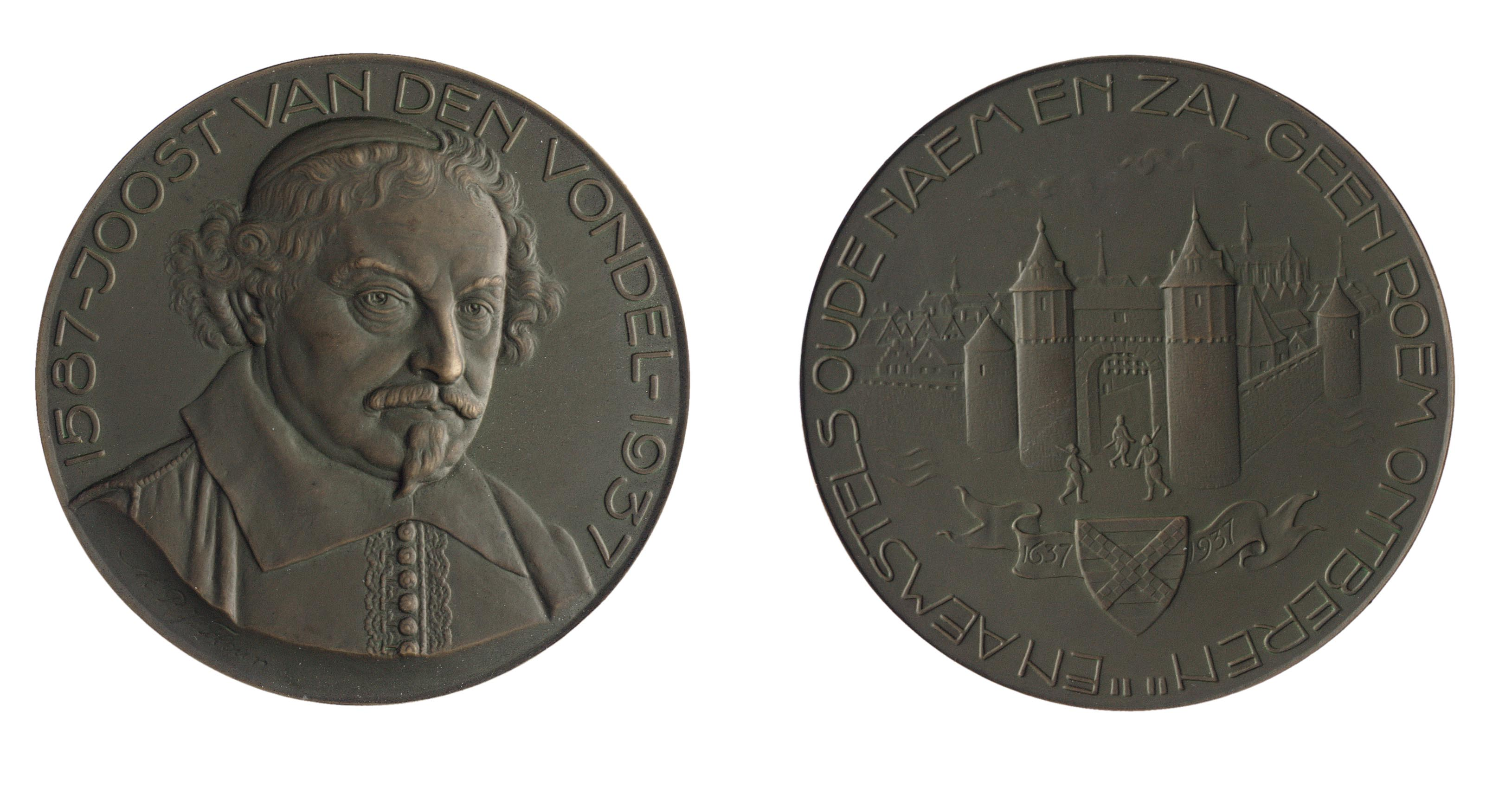
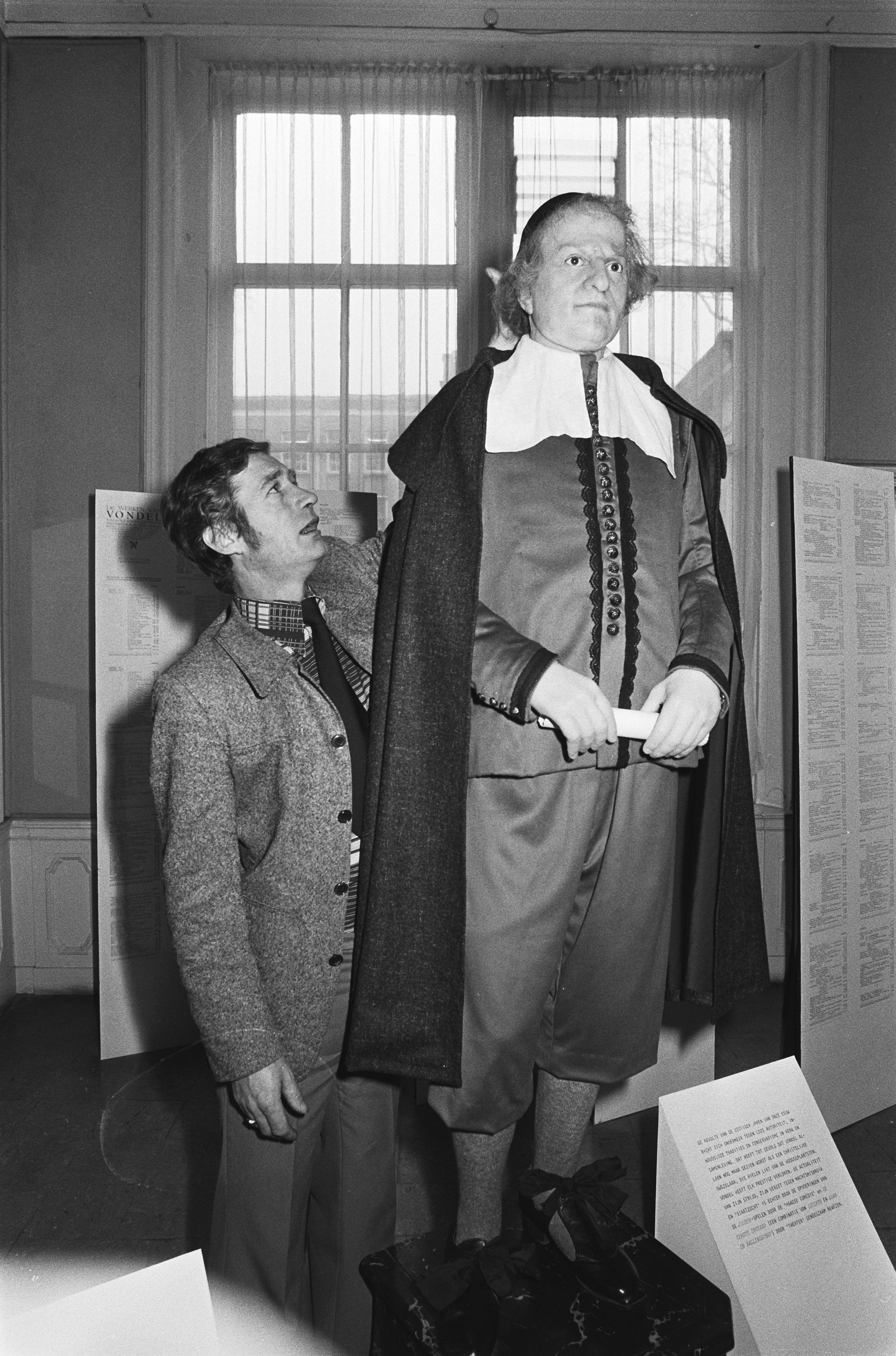
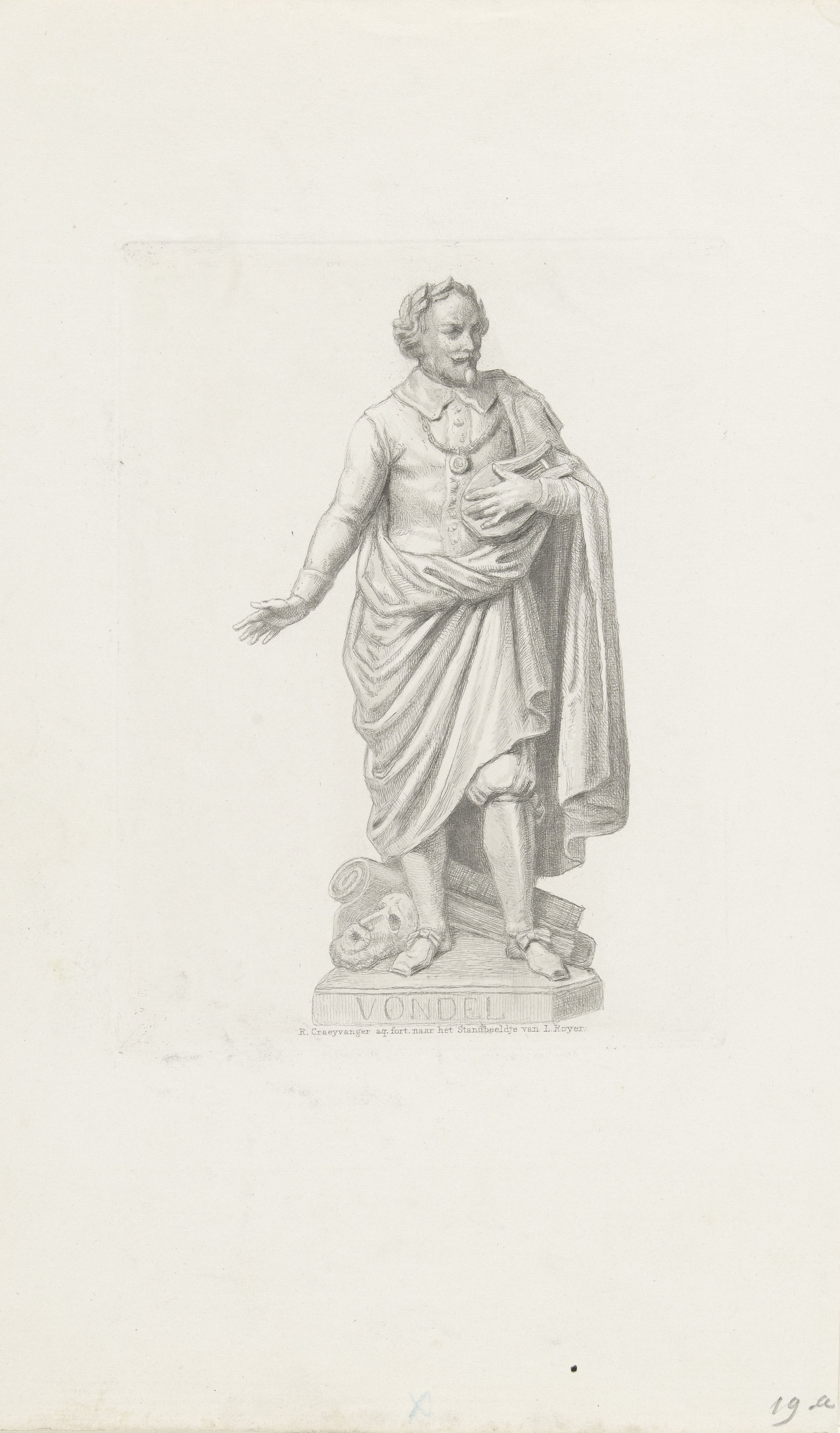
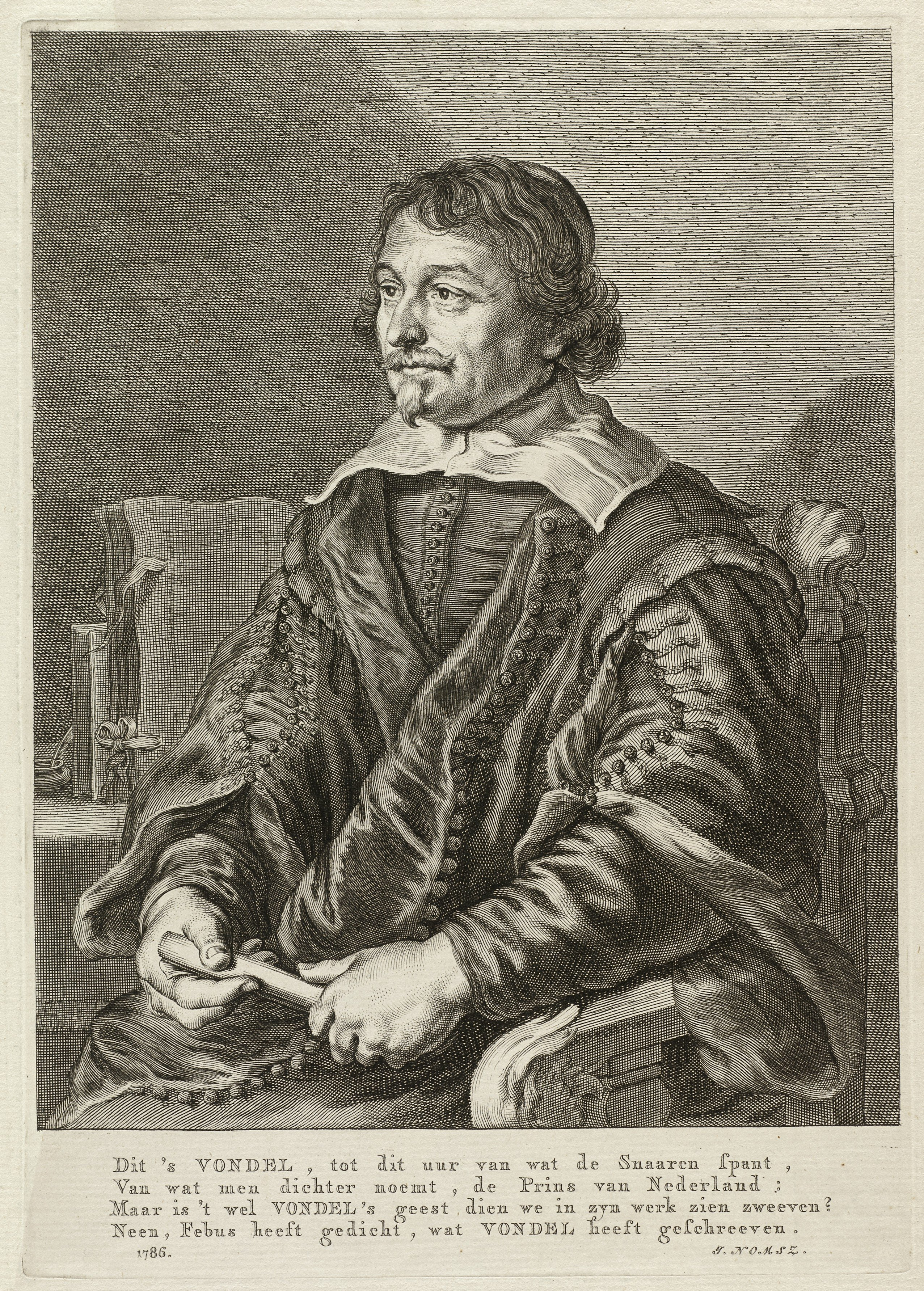